# BMW M3
La BMW M3 è una serie di autovetture prodotte dalla casa automobilistica tedesca BMW dal 1986: con questa sigla viene identificata la versione sportiva della BMW Serie 3.

## Le origini
A metà degli anni ottanta la BMW gareggiava nel DTM e in altri campionati turismo con la BMW 635 CSi, il pilota Volker Strycek alla guida di questa vettura vinse il titolo 1984, anno inaugurale del DTM, ma nelle due stagioni successive il titolo andò alla Volvo e poi alla Rover. La BMW per recuperare competitività, decise anche sulla scia di quanto fatto in precedenza dalla Mercedes-Benz (con la 190 E 2.3-16 del 1983) di produrre una versione stradale della serie 3 E30 rivista con soluzioni e accorgimenti sportivi rinominata M3, dalla quale sarebbe poi derivata una variante per le corse omologata con specifiche tecniche di Gruppo A.

## M3 E30 (1985-1992)

### Profilo
Prendendo come base il 2 litri utilizzato in formula 2 i tecnici della Motorsport ne modificarono la testata e la distribuzione, adottando per la prima volta su un modello della Serie 3 la configurazione a 4 valvole per cilindro. Inoltre il propulsore subì una profonda operazione di modifica, volta ad aumentarne la cilindrata.

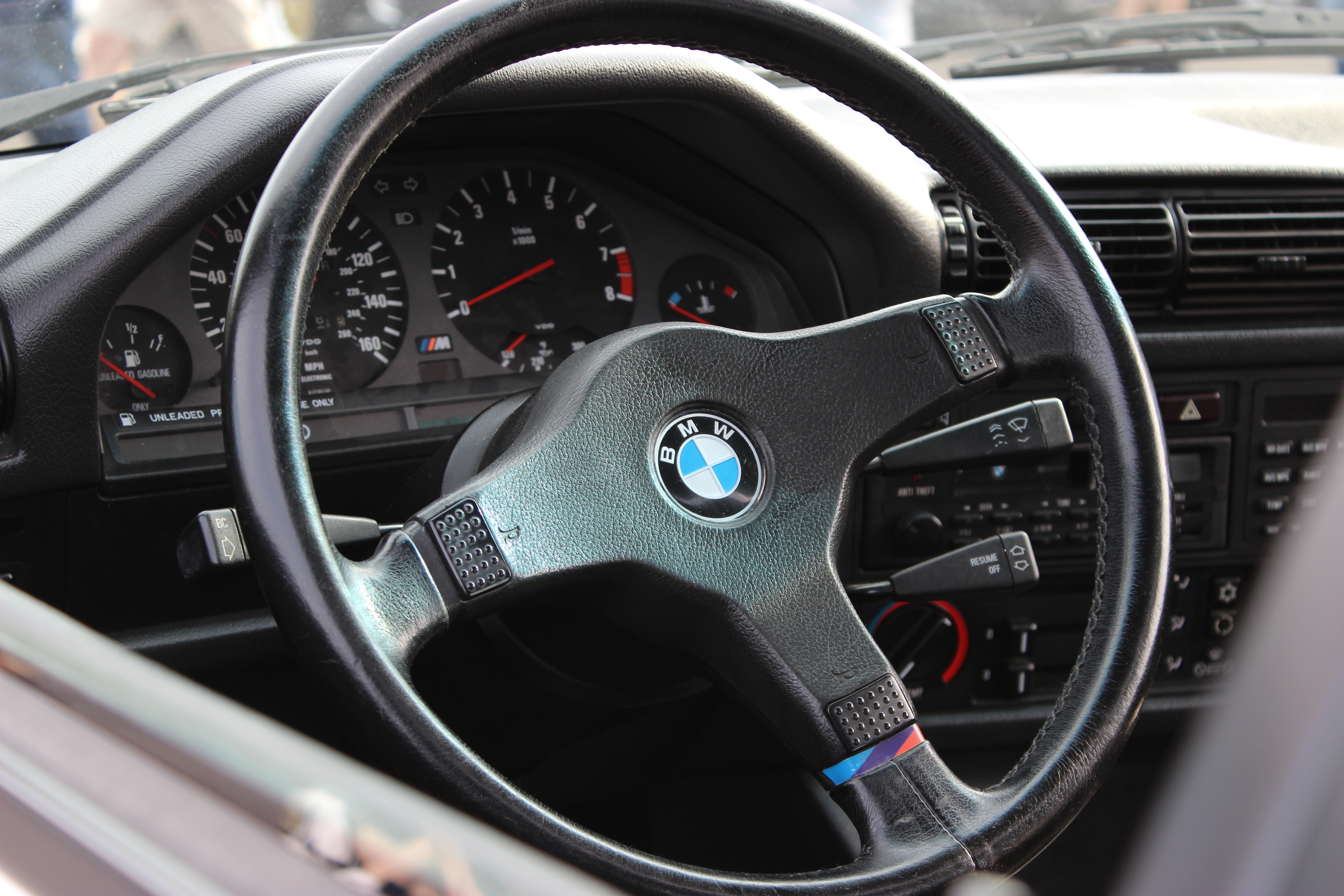
Posto guida di una M3

Da queste premesse nacque, alla fine del 1986, la prima serie della M3 derivata dalla Serie 3 E30. Presentata al Salone dell'automobile di Francoforte del 1985, la M3 si distingueva nettamente dal resto della gamma della Serie 3: oltre ad una carrozzeria rivista (spoiler, appendici aerodinamiche, grande alettone posteriore, parafanghi allargati, cofano bagagliaio e montante posteriore modificati), la M3 poteva contare su un nuovo motore 4 cilindri in linea 16 valvole di 2302 cm³ da 195 CV (143 kW) a 6750 giri/min nella versione catalizzata e da 200 CV in quella priva di catalizzatore. Anche l'impianto frenante (a 4 dischi autoventilati con ABS), sospensioni, cambio e assetto vennero adeguate alle maggiori prestazioni e alla prospettiva di un uso agonistico. La M3 così equipaggiata raggiungeva una velocità massima di 235 km/h, testimoniando il notevole lavoro svolto dalla Motorsport.

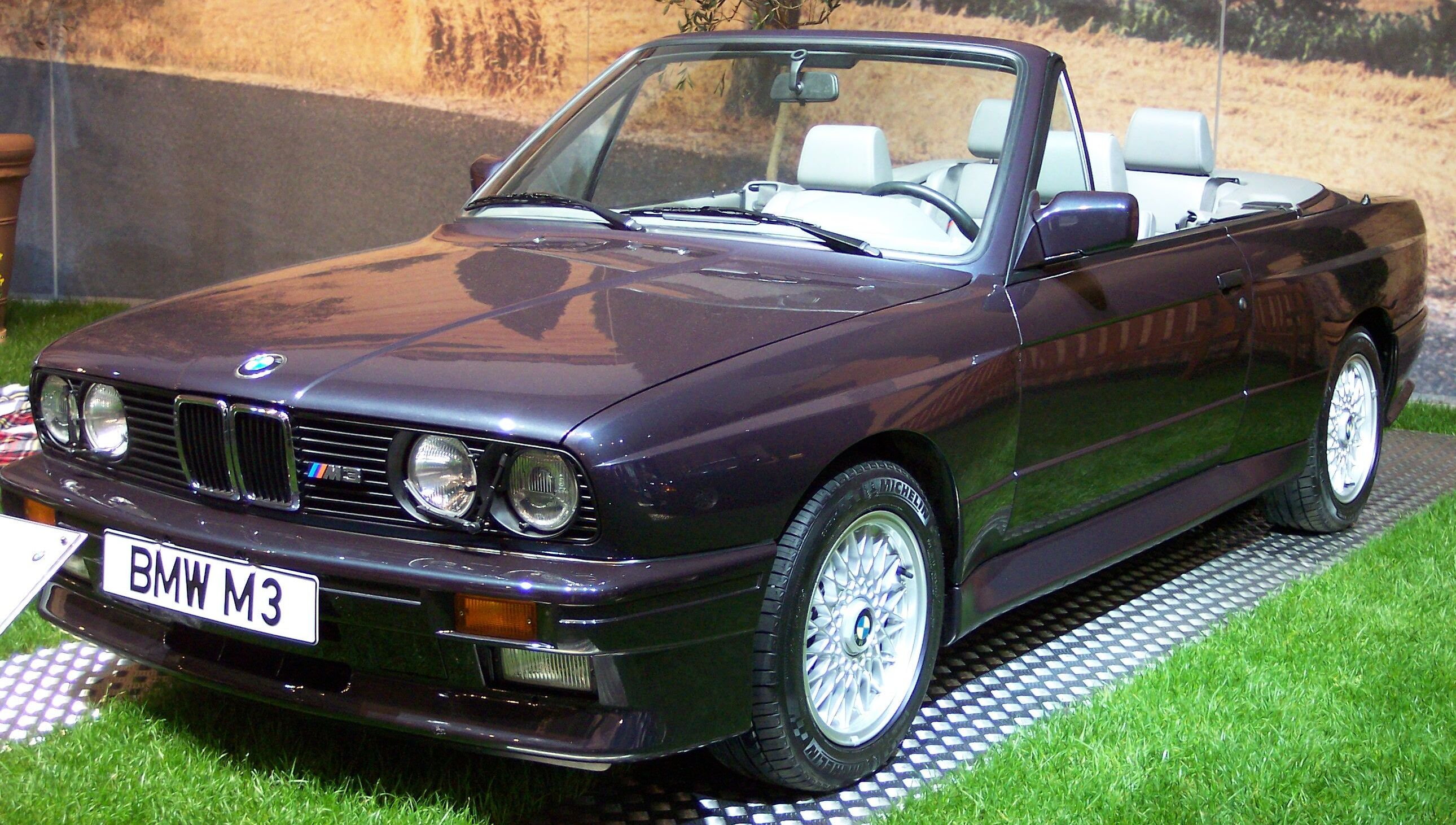
La BMW E30 M3 Cabriolet

La prima prova su pista fu fissata però solo nella primavera del 1986, presso il circuito del Mugello.
I tempi di consegna erano molto lunghi ed il prezzo era decisamente elevato, ma giustificato dall'elevata qualità costruttiva e dall'esuberanza del propulsore. Le prime consegne avvennero quindi nel 1987.
Ma già nel 1988 la M3 subì una profonda rivisitazione meccanica che fece incrementare la potenza massima a 215 CV (158 kW) ed assunse la denominazione di "Evolution" (detta anche "EVO2"). La velocità massima salì a 240 km/h. Altre modifiche che il modello Evolution introdusse, furono le ruote di maggiori dimensioni (16 x 7,5 pollici), il lunotto posteriore e i finestrini laterali più sottili e leggeri, uno splitter anteriore più grande e uno spoiler posteriore supplementare.

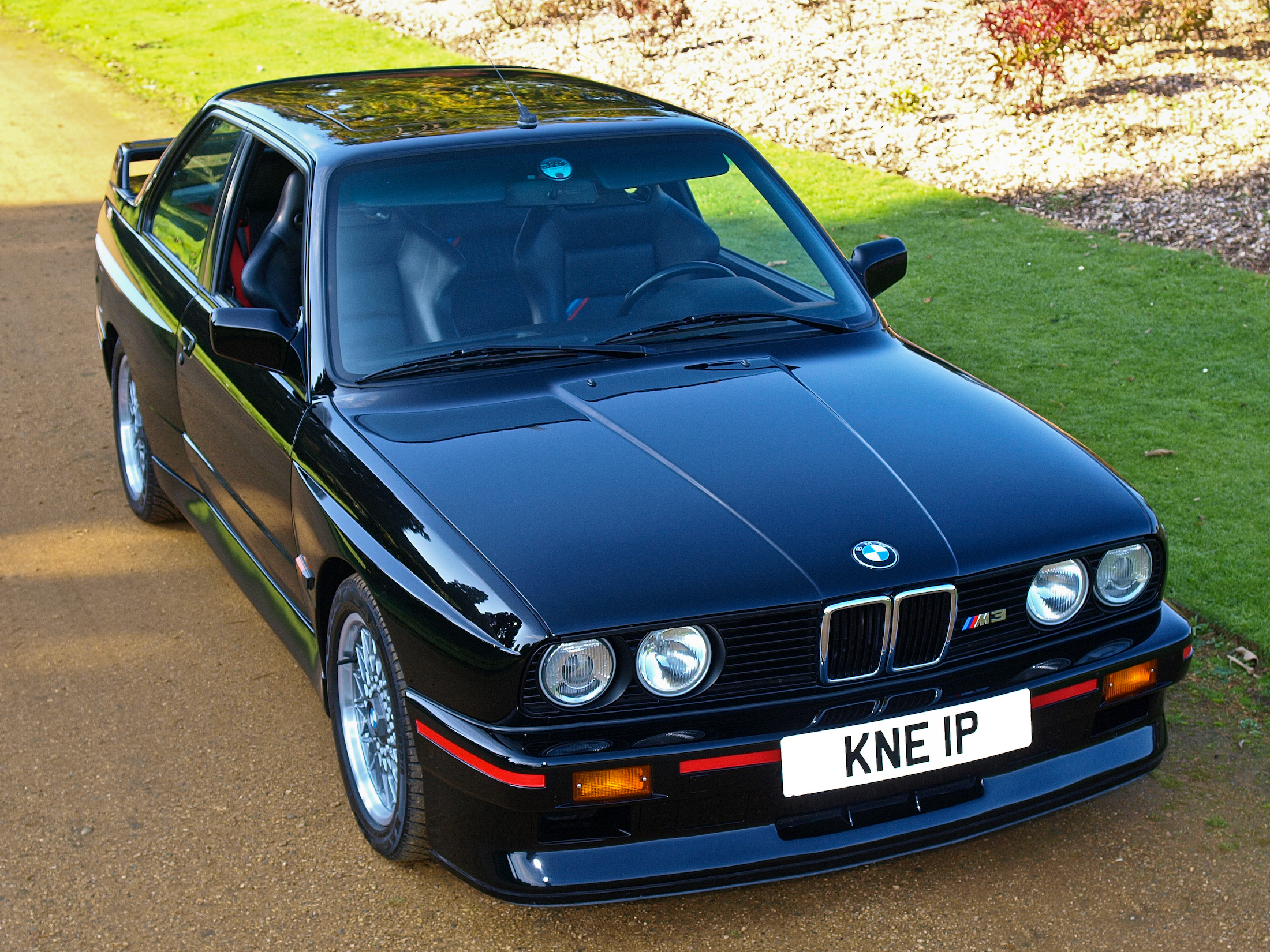
M3 Sport Evolution

Il 1989 fu l'anno caratterizzato dalle maggiori novità: da una parte fu lanciata la M3 Cabrio (limitata a 783 esemplari), equipaggiata però con l'unità da 200 CV delle prime M3. Con i suoi 228 km/h, la M3 divenne una delle cabriolet di riferimento quanto a prestazioni. Dall'altra parte, alcune esigenze di omologazione della vettura nei campionati internazionali costrinse la Casa bavarese a realizzare una serie limitata (600 esemplari in tutto) denominata M3 Sport Evolution (a volte indicato come "EVO3"), equipaggiata da una versione profondamente rivista del "normale" 2,3 litri della M3 "EVO2", e che in questo caso raggiunse una cilindrata di 2.467 cm³ ed una potenza massima di 238 CV (175 kW) a 7.000 giri/min. I modelli Sport Evolution avevano una griglia del paraurti anteriori ampliata, uno splitter anteriore multi-posizione regolabile e un alettone posteriore più generoso; inoltre i condotti di raffreddamento dei freni furono installati al posto dei fendinebbia.
Nell'aprile 1989 vennero prodotte due edizioni limitate chiamate Ravaglia e Cecotto, entrambe dedicate agli omonimi piloti vincitori del
DTM. La potenza del motore dotato di marmitta catalitica venne aumentata a 158 kW (215 CV). La produzione della Cecotto Edition avvenne in 480 esemplari; in più per il mercato svizzero per soddisfare le normative vigenti sui limiti delle emissioni vennero prodotte altri 80 esemplari con potenza ridotta a 155 kW (211 CV). La Ravaglia Edition venne prodotta in 25 unità.
La M3 prima serie è stata disponibile solo in versione coupé e cabriolet; non vi fu nessuna M3 con carrozzeria berlina a 4 porte.
Nel 1992, la M3 E30 fu tolta di produzione, poiché già da due anni era in produzione la Serie 3 E36 ed erano già in fase avanzata i progetti per la realizzazione della nuova M3 su tale base.

### Riepilogo versioni
- M3: (I4 2.3 litri 16v) - 195 CV (143 kW) - 0–100 km/h: 6,9 secondi. Velocità massima: 234,964 km/h;
- M3 Evolution (Evo2): (I4 2.3 litri 16v) - 215 CV (158 kW) - 0–100 km/h: 6.7 secondi. Velocità massima: 239,792 km/h;
- M3 Sport Evolution (Evo3):  (I4 2.5 litri 16v) - 238 CV (175 kW) - 0–100 km/h: 6,1 secondi. Velocità massima: 249,448 km/h.

### Attività sportiva

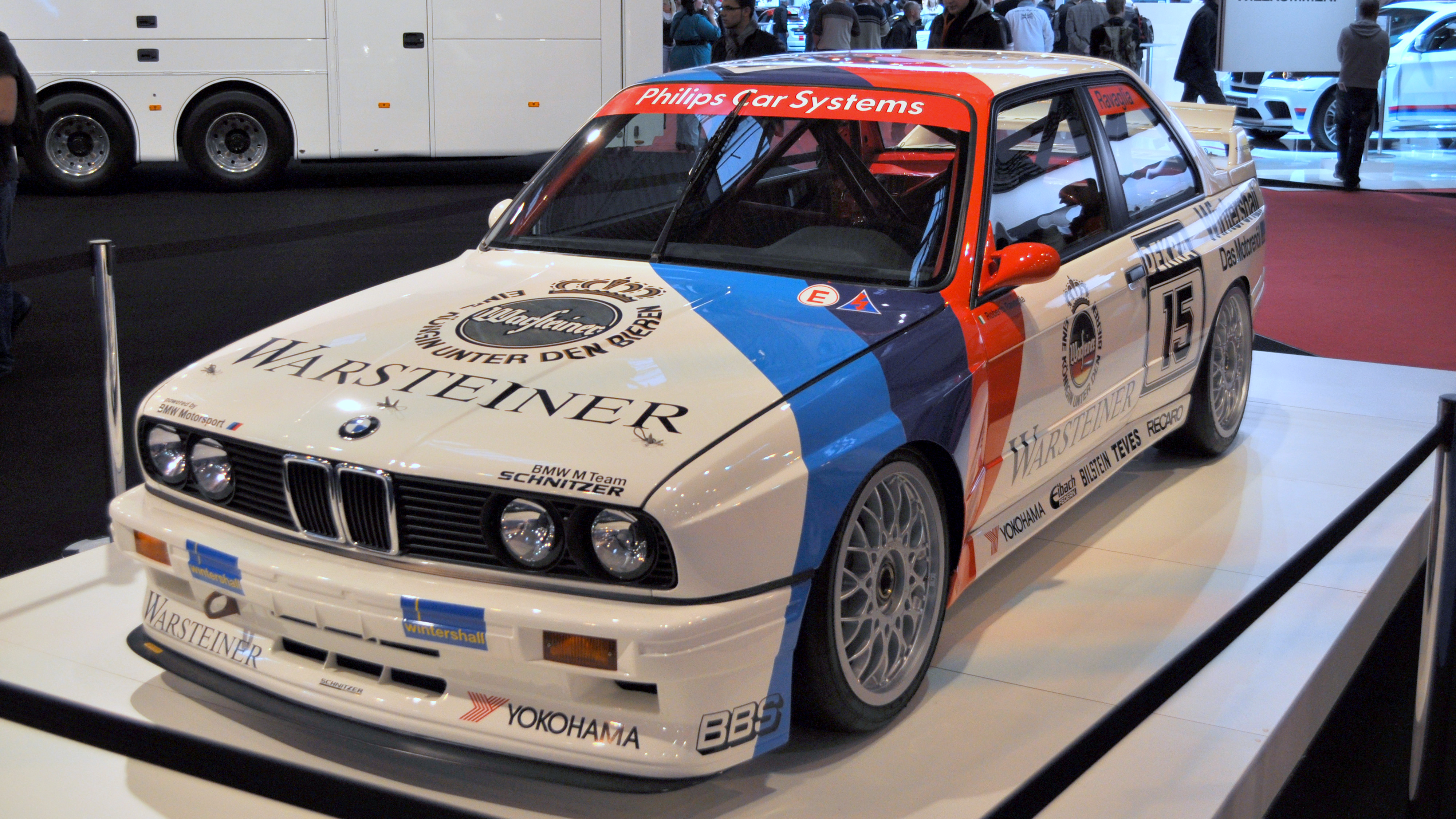
Una M3 Gruppo A preparata per il DTM

Parallelamente alla versione stradale, fu sviluppata anche la M3 da pista, creata appositamente per gareggiare in Gruppo A, nella categoria Turismo. I regolamenti obbligavano le case automobilistiche partecipanti a produrre almeno 5.000 esemplari stradali della vettura che intendevano far partecipare. Perciò, della M3 stradale erano previsti inizialmente solo 5.000 esemplari.
Le M3 preparate per la categoria Turismo raggiungevano potenze massime comprese tra i 300 ed i 360 CV, con punte velocistiche di oltre 280 km/h.
Nel corso della sua carriera sportiva, la M3 E30 riportò innumerevoli successi in diverse specialità. Già durante la sua prima stagione, il 1987, si aggiudicò tre titoli. In totale conquistò oltre 1500 vittorie e oltre 50 titoli internazionali. Di questi, i più degni di nota si ebbero nei diversi campionati riservati alle vetture da turismo che si ebbero in quegli anni in diversi Paesi del mondo. Eccoli di seguito:
- Vittorie al DTM: nel 1987 con Eric van de Poele e nel 1989 con Roberto Ravaglia;
- Vittorie al BTCC: nel 1988 con Frank Sytner e nel 1991 con Will Hoy;
- Vittorie al Campionato italiano superturismo: nel 1987 con Michele Di Gioia, nel 1989 con Johnny Cecotto, nel 1990 e nel 1991 con Roberto Ravaglia;
- Vittorie al Campionato del mondo turismo: nel 1987 con Roberto Ravaglia;
- Vittorie all'ETCC: nel 1987 con Winfried Vogt e nel 1988 con Roberto Ravaglia.

Oltre alla categoria turismo, la M3 E30 venne impiegata anche in ambito rallistico, dove vinse nel 1987 il Rally di Corsica, dopo 14 anni di assenza in questa categoria da parte della casa bavarese.

## M3 E36 (1993-1999)

### Profilo

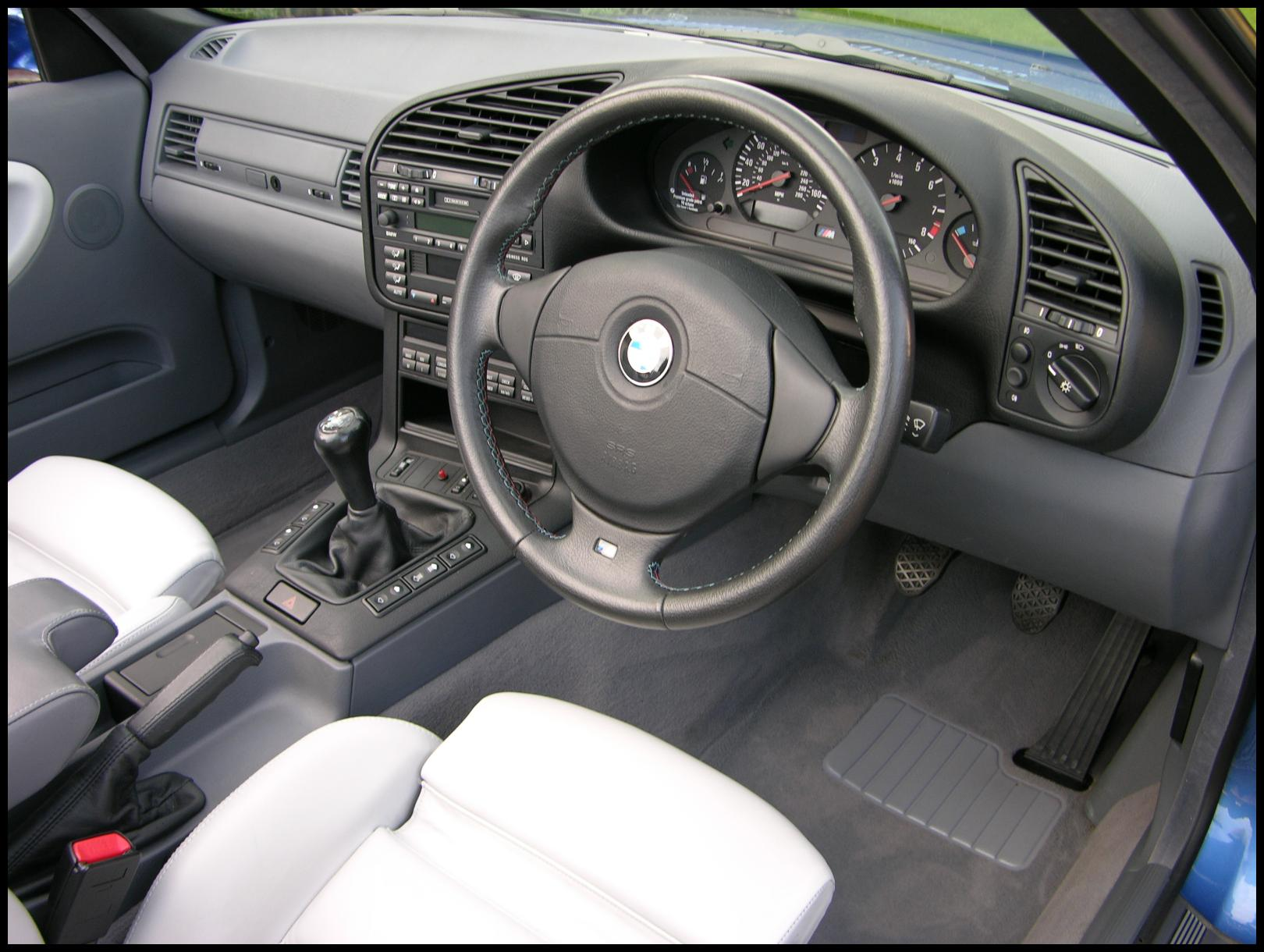
Interni di una M3 E36 cabriolet

La seconda generazione della M3 vide la luce nel 1993 e portò con sé diverse novità, sia dal punto di vista tecnico che da quello stilistico. Realizzata sulla base delle Serie 3 E36 Coupé, lanciate nel 1992, la nuova M3 si distingueva nettamente nello stile rispetto alla precedente generazione. Appariva infatti molto più sobria, non facendo uso tra l'altro di parafanghi bombati, né di alettoni posteriori. Proposta inizialmente come coupé, la M3 E36 si distingueva esternamente dalle altre Serie 3 E36 per i cerchi da 17" dal disegno specifico, i magnifici specchietti a goccia, il paraurti anteriore dotato di prese d'aria maggiorate per il raffreddamento dei dischi freno (anch'essi opportunamente dimensionati), il paraurti posteriore con diffusore ed apertura per il doppio scarico e le minigonne verniciate in tinta. Internamente spiccavano i sedili anteriori "Vader" con gli strani poggiatesta che scendevano fino alle spalle.

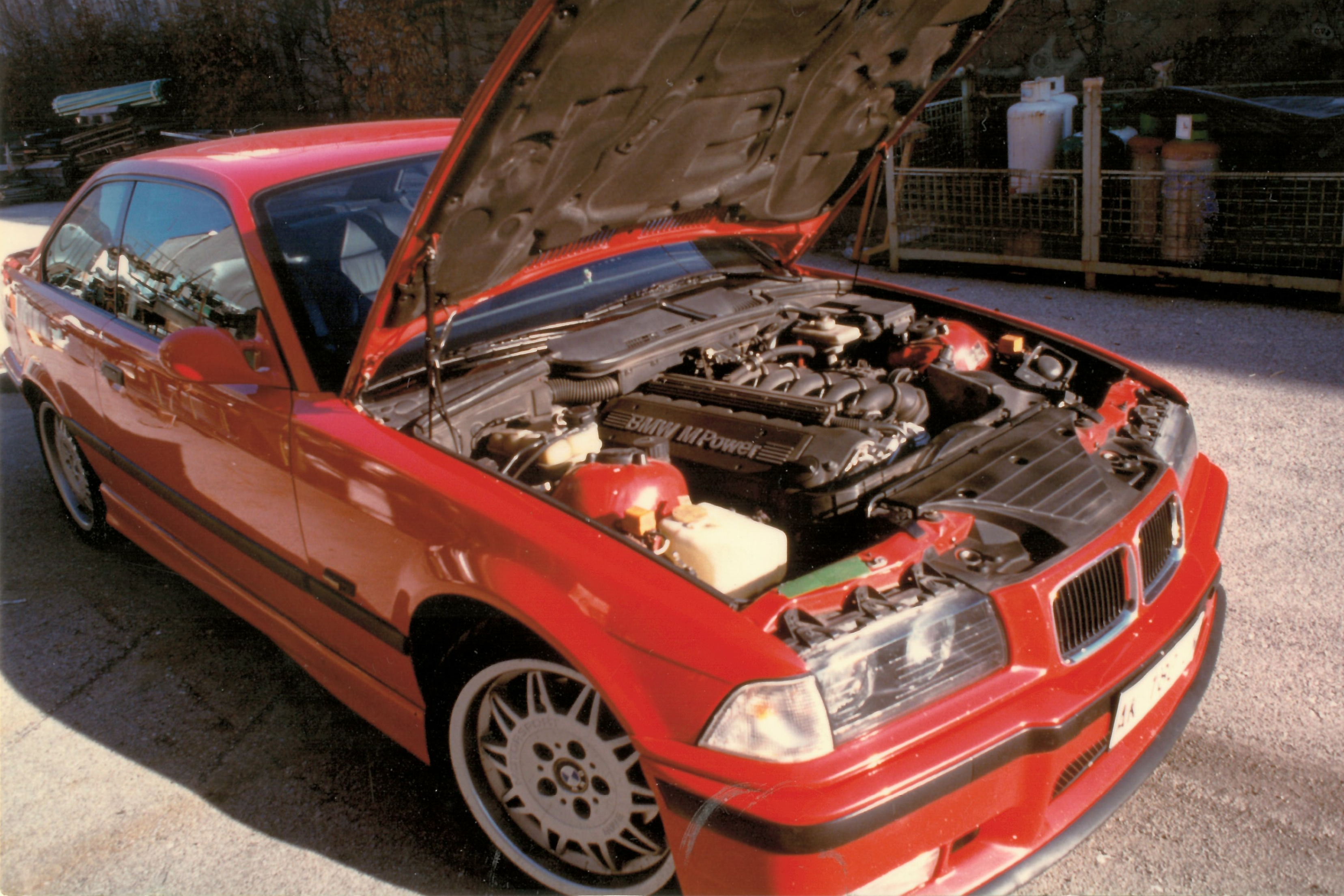
Motore S50B30

Ma le novità di maggior spicco stavano sotto il cofano: per la prima volta, infatti, su una M3 fu montato il motore S50B30, un 6 cilindri in linea da 2990 cm³ in grado di erogare 286 CV a 7000 giri/min e di fornire una coppia massima di 320 Nm già a 3600 giri/min. Oltre al nuovo motore in sé, un'altra novità stava nella distribuzione, sempre a due assi a camme in testa, ma che per la prima volta adottava un variatore di fase a controllo totalmente elettronico, denominato Vanos, il quale corregge ed adatta i tempi di apertura e chiusura delle valvole a seconda dei giri del motore e della posizione del corpo farfallato. In conseguenza delle prestazioni del motore, notevolmente incrementate, anche il telaio della M3 E36 è stato adattato. In primo luogo, le sospensioni sono state irrigidite e l'assetto ulteriormente ribassato; in secondo luogo i dischi freno sono stati maggiorati, per ottenere una frenata più pronta ed efficace, anche a causa del sensibile aumento di massa della vettura rispetto al modello precedente. Per quanto riguardava la trasmissione, è stata mantenuta la soluzione del differenziale autobloccante al 25%, esattamente come nella M3 E30. Il cambio era manuale a 5 marce.
Le prestazioni erano le seguenti: una velocità massima dichiarata di 250 km/h (autolimitata elettronicamente) ed una accelerazione da 0 a 100 km/h in 5.7".
Tali caratteristiche posero la M3 E36 come punto di riferimento tra le vetture ad alte prestazioni di fascia medio-alta: la concorrenza dell'M3 era all'epoca poco nutrita, le rivali erano vetture di segmenti diversi, che da una parte potevano tenerle testa nelle prestazioni, ma dall'altra erano vetture completamente differenti, derivate da modelli di differenti segmenti commerciali: la rivale più accreditata, nonché più simile anche come tipologia di auto restava comunque la Mercedes-Benz C36 AMG, forte di prestazioni molto simili, benché fosse una berlina e montasse un motore da 3,6 litri. Tra le coupé di fascia simile, praticamente vi era solo la Maserati Ghibli.

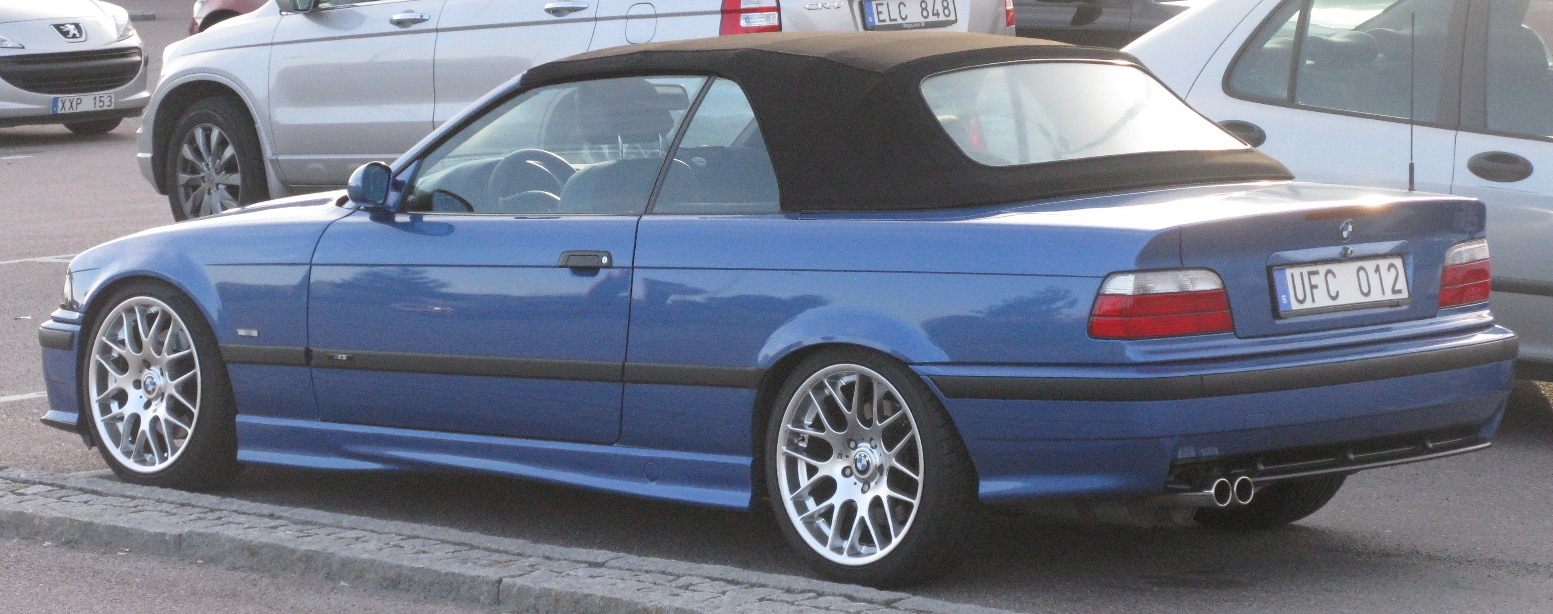
M3 cabrio

Al salone di Bruxelles del 1994 fu presentata la M3 Cabriolet, destinata a raccogliere l'eredità della precedente M3 scoperta, irrobustita nel telaio per farle recuperare la necessaria rigidità torsionale e quindi più pesante della coupé di circa 80 kg. Le prestazioni rimasero però pressoché inalterate. La M3 Cabriolet disponeva di cerchi forgiati e hard top di serie (che la rendeva molto simile alla coupé ed utilizzabile 365 giorni all'anno) e montava per la prima volta anche 2 roll-bar automatici, posizionati dietro ai poggiatesta posteriori, che fuoriuscivano di scatto in caso di ribaltamento della vettura, proteggendo quindi gli occupanti. In questa versione non erano presenti i sedili anteriori "Vader".

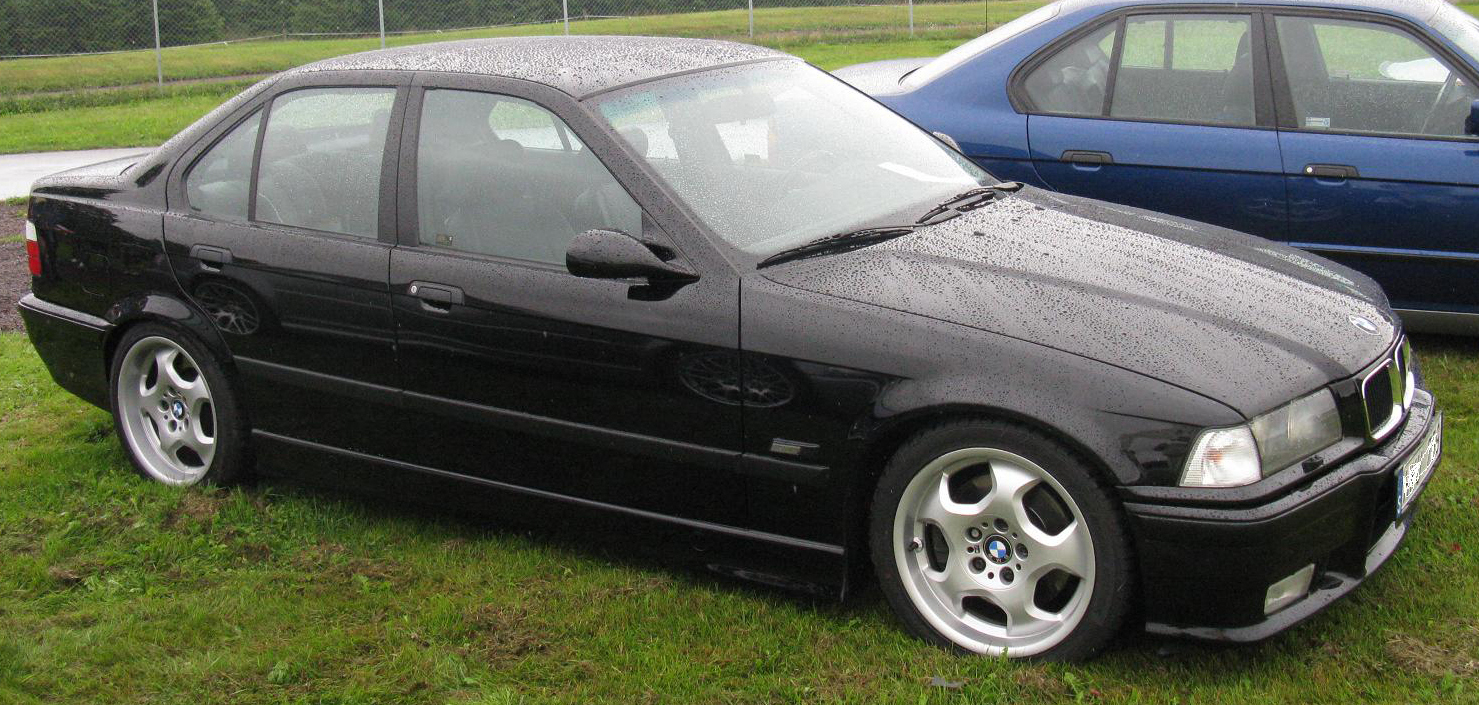
M3 berlina

Alla fine dello stesso anno, fu lanciata per la prima volta anche la M3 Berlina, realizzata sulla base delle Serie 3 minori a 4 porte, dotata della stessa meccanica degli altri due modelli, ma di specifici cerchi in lega da 17".
Nel 1995, la M3 E36 fu oggetto di un profondo intervento motoristico, consistente nell'adozione del nuovo motore S50B32, che si differenziava dal precedente S50B30 per la cilindrata, salita a 3201 cm³ e per il doppio Vanos. Tale propulsore era in grado di erogare 321 CV. In tal senso, la M3 E36 così aggiornata fu la prima M3 a superare la fatidica soglia dei 100 CV/litro, una caratteristica che verrà perpetuata anche nei modelli successivi. La velocità massima era sempre elettronicamente limitata a 250 km/h, ma l'accelerazione 0-100 migliorava fino a 5.4". Questa versione disponeva di un cambio a 6 marce e nel 1997, ottenne in opzione la possibilità di avere un cambio sequenziale elettro-idraulico SMG (acronimo di Sequenzielle Motorsport Getriebe, "cambio sequenziale Motorsport") a 6 rapporti a controllo manuale, gestito elettronicamente. La M3 E36 fu il primo modello al mondo ad adottare tale soluzione meccanica.
La produzione della M3 E36 si concluse nel 1999: l'anno seguente sarebbe stata lanciato il nuovo modello di M3, basato sulla serie E46.

### Versioni Speciali

#### M3 Euro-Spec
Al lancio della M3 in Europa, furono realizzati 45 esemplari appena di M3 Euro-Spec, una serie destinata al mercato canadese. Erano caratterizzati dal mantenimento delle specifiche europee. Un'altra delle caratteristiche di tali M3 stava nel fatto che la verniciatura poteva essere ottenuta su misura, in base a quanto richiesto dal cliente. Inoltre, la Euro-Spec era meno costosa delle M3 europee per via dell'assenza di componenti come i cerchi in lega, il tetto apribile o il climatizzatore.

#### M3 GT

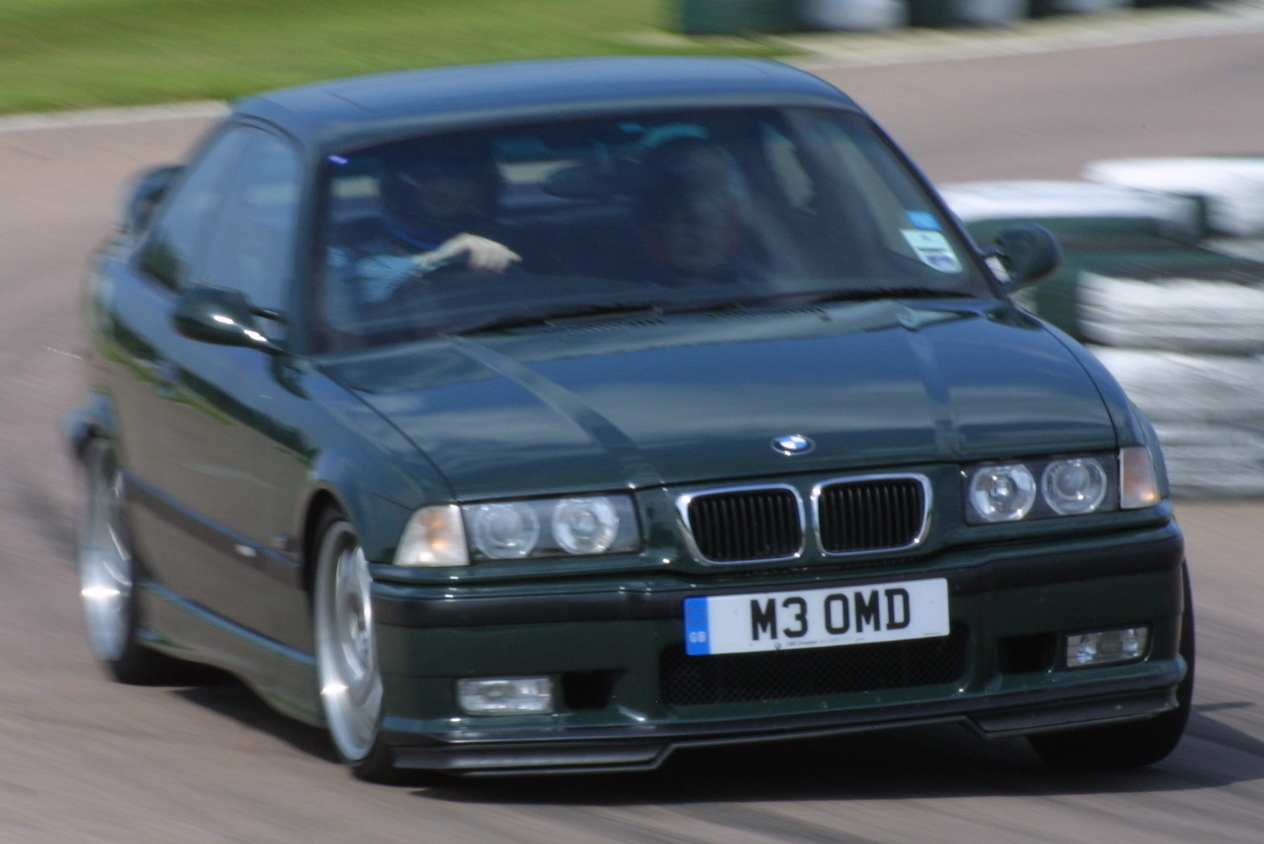
Una M3 GT

Nel 1995, fu realizzata una serie di 356 esemplari denominata M3 GT, disponibile solo come coupé e solo guida a sinistra, ed accreditata di 295 cavalli a 7100 giri/min e 323 Nm di coppia a 3900 giri al minuto. Esteticamente si differenziava dalla M3 standard per al presenza di uno splitter più profondo all'anteriore regolabile, doppia ala superiore al posteriore, porte in alluminio, ruote forgiate BMW Motorsport da 17x7,5 nella parte anteriore e da 17x8,5 nella parte posteriore, assale anteriore con sospensioni più rigide, barre duomi. Il motore aveva il rapporto di compressione di 10,8:1, leggere modifiche all'aspirazione e agli alberi a camme, la pompa dell'olio motorsport, nonché un software specifico per il motore e il VANOS. L'M3 GT era circa 30 kg più leggera rispetto alla M3 standard e aveva una velocità massima di 275 km/h. Oltre a questi esemplari, ne sono stati realizzati altri 50 per il mercato britannico, con guida a destra, ma non facenti parte della serie omologata denominata GT. Le 356 guida a sinistra erano destinate unicamente al resto d'Europa. La serie delle M3 GT si rese necessaria per l'omologazione della M3 in alcuni campionati su pista, come quelli dell'IMSA e della FIA-GT.

#### M3 GT2
Nel 1996 fu realizzata solo per il mercato europeo una serie di 250 esemplari, denominata M3 GT2 o M3 Evo Individual, che montava unicamente il 3,2 litri da 321 CV ed era disponibile unicamente in color rosso Imola con interni in pelle color amaranto.

#### M3-R
La serie più ristretta delle M3 E36 fu quella realizzata nel 1994 per il mercato australiano, denominata M3-R e limitata a soli 15 esemplari.

#### M3 Compact
La BMW M3 Compact è stata sviluppata nel 1996 per celebrare il 50º anniversario della rivista tedesca Auto Motor und Sport. Essa è basata sulla Serie 3 Compact ed è stata dotata di un motore da 321 CV, cambio manuale 6 marce, freni delle altre M3, pneumatici da 17" in doppia misura, pacchetto aerodinamico M3 con specchi, paraurti, minigonne laterali, in rosso Hellrot 314 e sedili sportivi Recaro. Nello scatto ha fatto segnare 5,3" nello 0–100 km h, superiore di due decimi alla versione coupé.

## M3 E46 (2000-2006)

### Profilo
La M3 E46 è stata presentata nel 2000 con il nuovo motore da 3,2 litri di cilindrata, nella configurazione a sei cilindri in linea siglato S54B32, con una potenza di 343 CV a 7.900 giri/min e una coppia di 365 Nm a 4.900 giri/min. È quindi caratterizzato da una elevata potenza specifica, pari a circa 107 cavalli/litro, un valore notevole per un motore aspirato, raggiunto anche grazie al variatore di fase di nuova generazione, denominato Doppio VANOS, sia per l'aspirazione che lo scarico. Oltre a ciò, l'alimentazione era caratterizzata dalla presenza di ben sei corpi farfallati. Questo le permetteva di raggiungere i 250 km/h autolimitati e di accelerare da 0 a 100 km/h in 5,2 secondi.
La nuova M3 era dotata di cambio manuale a 6 marce, ma a partire dal 2001, fu dotata del nuovo cambio robotizzato, chiamato SMG II (acronimo di Sequenzielles Motorsport Getriebe di seconda generazione), nato dall'esperienza della BMW in Formula 1, che permetteva di cambiare rapporto in 80 millisecondi senza avere il pedale della frizione, azionata da attuatori elettroidraulici, al pari degli innesti delle marce; era poi possibile variare la velocità, e quindi la "dolcezza" o meno, delle cambiate. Era inoltre disponibile il "launch control", che permetteva di impostare il motore in modo da raccogliere il massimo della potenza per le accelerazioni più veloci.

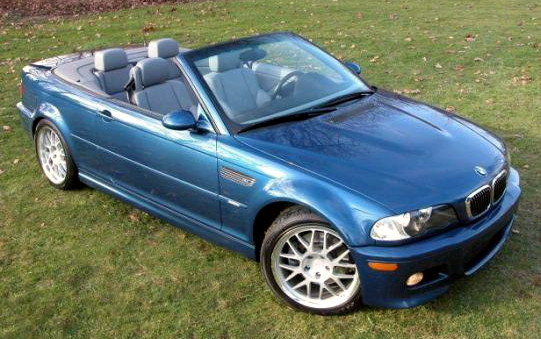
Una M3 E46 Cabriolet

Era disponibile sia con carrozzeria coupé che con carrozzeria cabrio: non fu prodotta invece come berlina, poiché in tale versione, la precedente M3 E36 incontrò un minor consenso presso la clientela: in seguito, dopo una prima presentazione nel 2001 come concept car, nel marzo 2003 la M3 fu proposta anche in un allestimento più simile ad una macchina da corsa, ovvero la versione CSL (Coupé Sport Lightweight), raggiunto grazie ad una notevole diminuzione di peso di 110 kg con l'uso di materiali diversi, ed un aumento della potenza fino a 360 CV. Il primo in particolar modo grazie all'utilizzo della fibra di carbonio rinforzata per il tetto, i gusci dei sedili, i paraurti e il cofano posteriore, eliminando radio e climatizzatore e montando nuovi cerchi da 19' in alluminio che permettono un risparmio di circa 11 kg. Sono stati poi montati nuovi dischi dei freni maggiorati (345 mm invece di 325 mm). Il motore rivisto con nuovi alberi a camme e valvole, nuove centraline più potenti e una aspirazione migliorata.

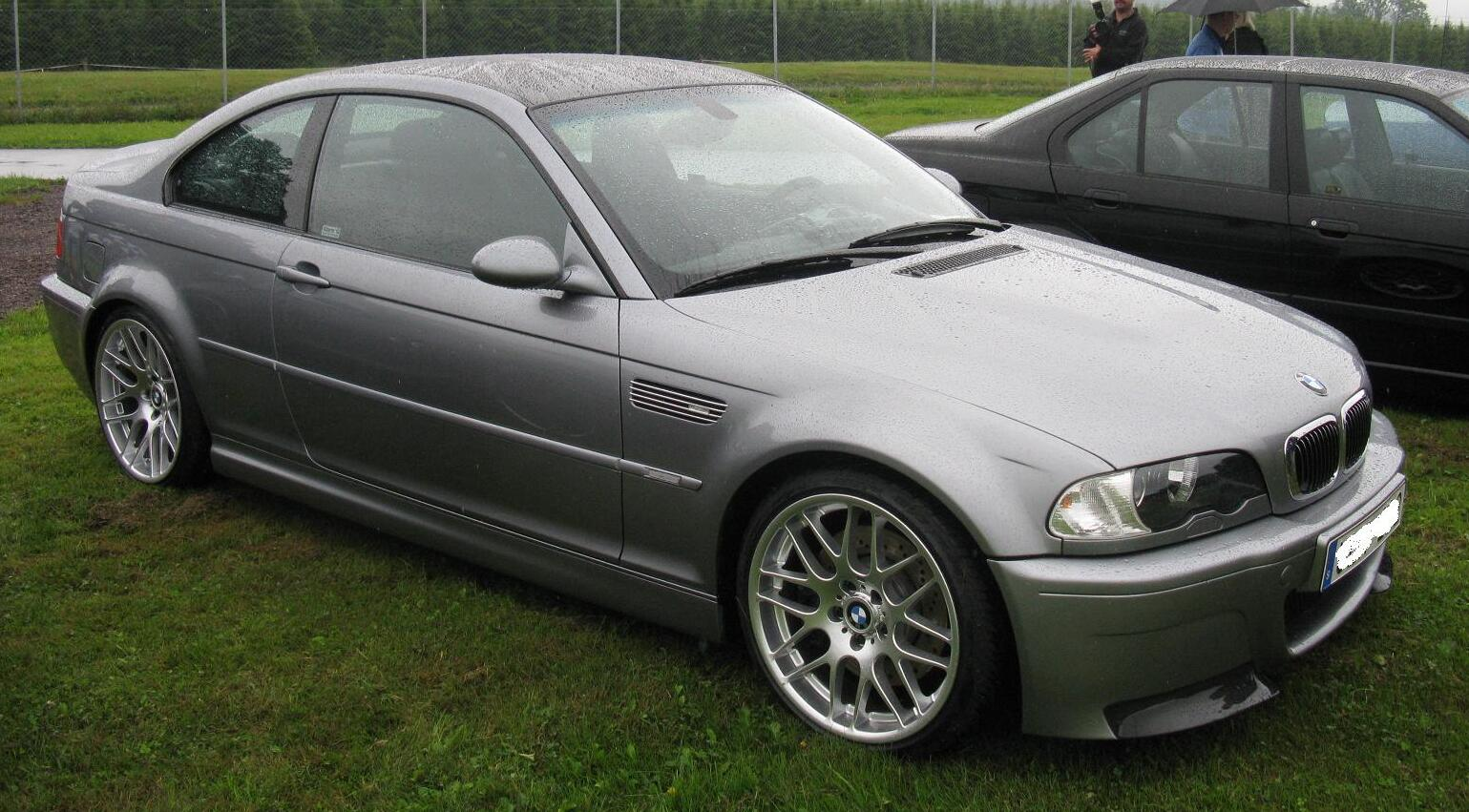
BMW M3 CSL

Basandosi sulla CSL, venne lanciata nel 2005 la versione Competition Package. Esteticamente uguale alla normale M3 ed equipaggiata con lo stesso motore da 343 CV di potenza, aveva in più gomme maggiorate al posteriore, migliore ripartizione dei pesi e migliore assetto.
Esteticamente, la nuova M3 ha operato una svolta decisa, apparendo meno sobria della precedente. Infatti, la E46 appariva decisamente più vistosa, grazie soprattutto ai parafanghi allargati ed alla bombatura del cofano anteriore, realizzato in alluminio. Caratteristiche di questa serie erano poi le branchie laterali sui parafanghi anteriori, con logo M3. Infine, osservando la coda, balzavano subito all'occhio i quattro terminali di scarico, per la prima volta montati su una M3.

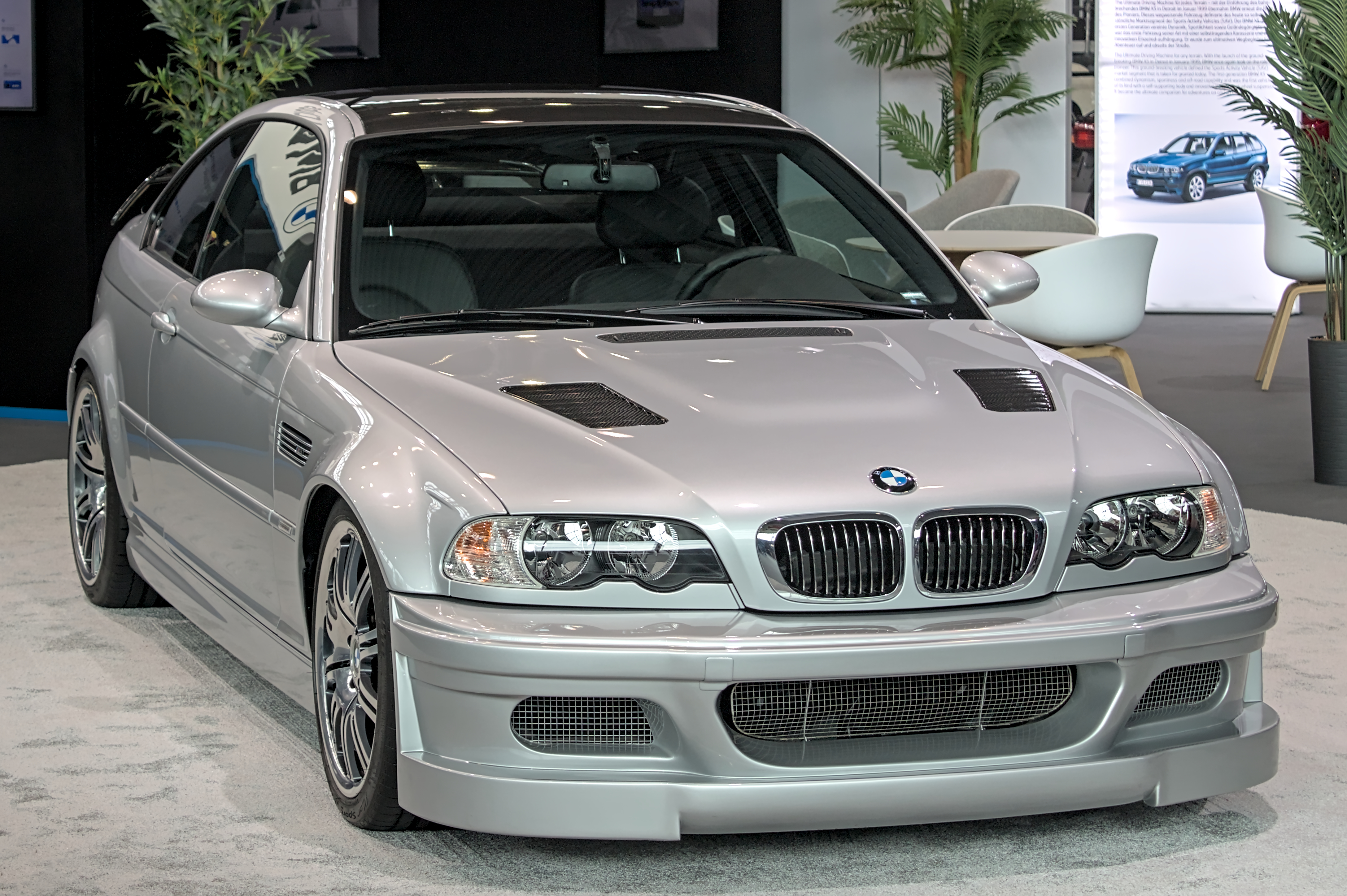
M3 GTR versione stradale

Anche la M3 E46 riscosse un buon successo commerciale: gli esemplari prodotti sono stati 85.766 (54.750 coupé, 1.383 CSL, 29.633 cabrio). È stata tolta di produzione nel 2006 per essere rimpiazzata l'anno seguente dal modello E92.

### Attività sportiva
Nel 2001 venne prodotta la versione GTR della M3 in una decina di esemplari esclusivamente per ottenere l'omologazione necessaria a gareggiare nel campionato AMLS con una variante da competizione della medesima. Quest'ultima, per poter essere all'altezza di battere le rivali Porsche, venne dotata di un nuovo propulsore V8 4,0 litri di cilindrata da 500 CV di potenza (nella versione stradale il motore era lo stesso ma depotenziato a 350 CV). La vettura venne affidata ai team Schnitzer Motorsport e PTG, i quali ottennero la vittoria di classe in 7 delle 10 corse dell'ALMS e conquistando così il titolo.

## M3 E90/E92/E93 (2007-2013)

### Profilo

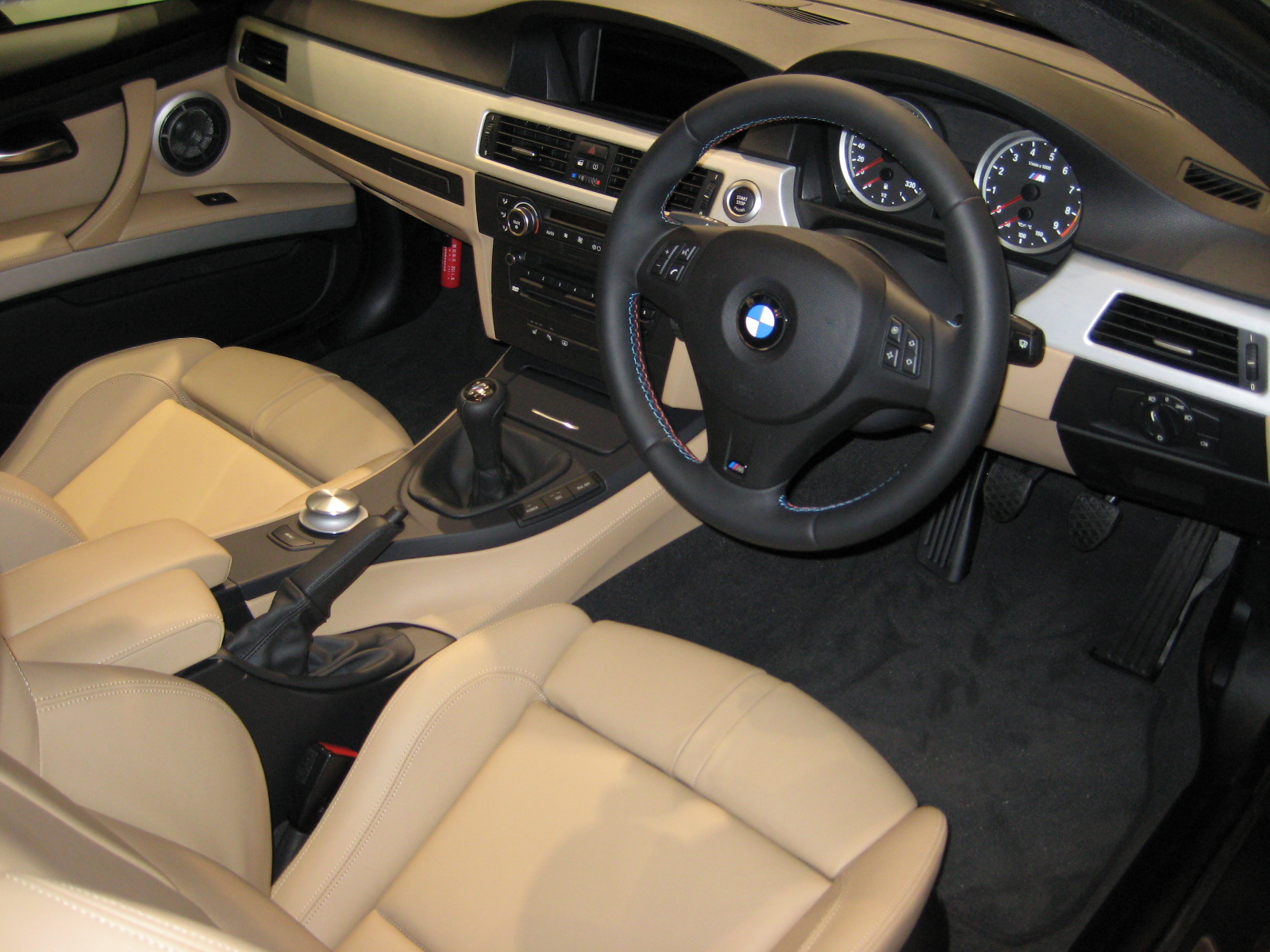
Interni di una M3 E92 Coupé

Questa serie di M3, si distingue per soluzioni tecniche e meccaniche all'avanguardia e di chiara ispirazione Formula 1, come è stato per l'ultima M5. Infatti, la svolta più grande sta nel fatto che per questa auto la BMW ha abbandonato il collaudato schema a sei cilindri in linea per un più importante 8 cilindri a V, denominato S65B40. La cilindrata è di 3.999 cm³, e sviluppa 420 CV con una coppia di 400 Nm a 3900 giri/min. Tale motore deriva direttamente dal V10 da 5 litri della M5 E60, al quale sono stati tolti due cilindri. Il V8 da 4 litri della nuova M3 è caratterizzato infatti da soluzioni tipiche di una vettura da competizione, come per esempio l'adozione di una valvola a farfalla per ogni cilindro, cosa molto rara per un motore di serie e non da competizione, soluzione che peraltro era presente anche sulle precedenti M3 nessuna esclusa: e30, e36 ed e46, sebbene con azionamento meccanico. In questo caso invece tali farfalle sono gestite elettronicamente, in maniera tale da rendere superfluo il debimetro, che è stato così eliminato. È stato inoltre rivisto ed ulteriormente perfezionato (anche per via dei due cilindri in più) il sistema di fasatura variabile "doppio Vanos" già montato sulla precedente M3. Il motore della M3 E92 può raggiungere la soglia degli 8.300 giri/min: per questo motivo è stato migliorato il sistema di lubrificazione, in modo da permettere la massima efficienza anche in caso di forti accelerazioni o decelerazioni, spesso causa di fenomeni di pescaggio a vuoto dalla coppa olio. I tecnici Motorsport con questo V8 sono riusciti a realizzare un'unità motrice che nonostante sia più grossa come volume, risulta più leggera di 15 kg rispetto al 6 cilindri da 3,2 litri della M3 E46. Tale risparmio di peso è reso possibile dal massiccio impiego di lega di alluminio per il motore.
Per quanto riguarda le prestazioni, la velocità massima è di 250 km/h limitati elettronicamente, coprendo l'accelerazione da 0 a 100 km/h in 4"8 per la versione con cambio manuale a sei marce e 4"6 con il cambio sequenziale DKG (valori dichiarati dalla casa). I consumi aumentano di soli 0,5 L/100 km su (ciclo combinato).

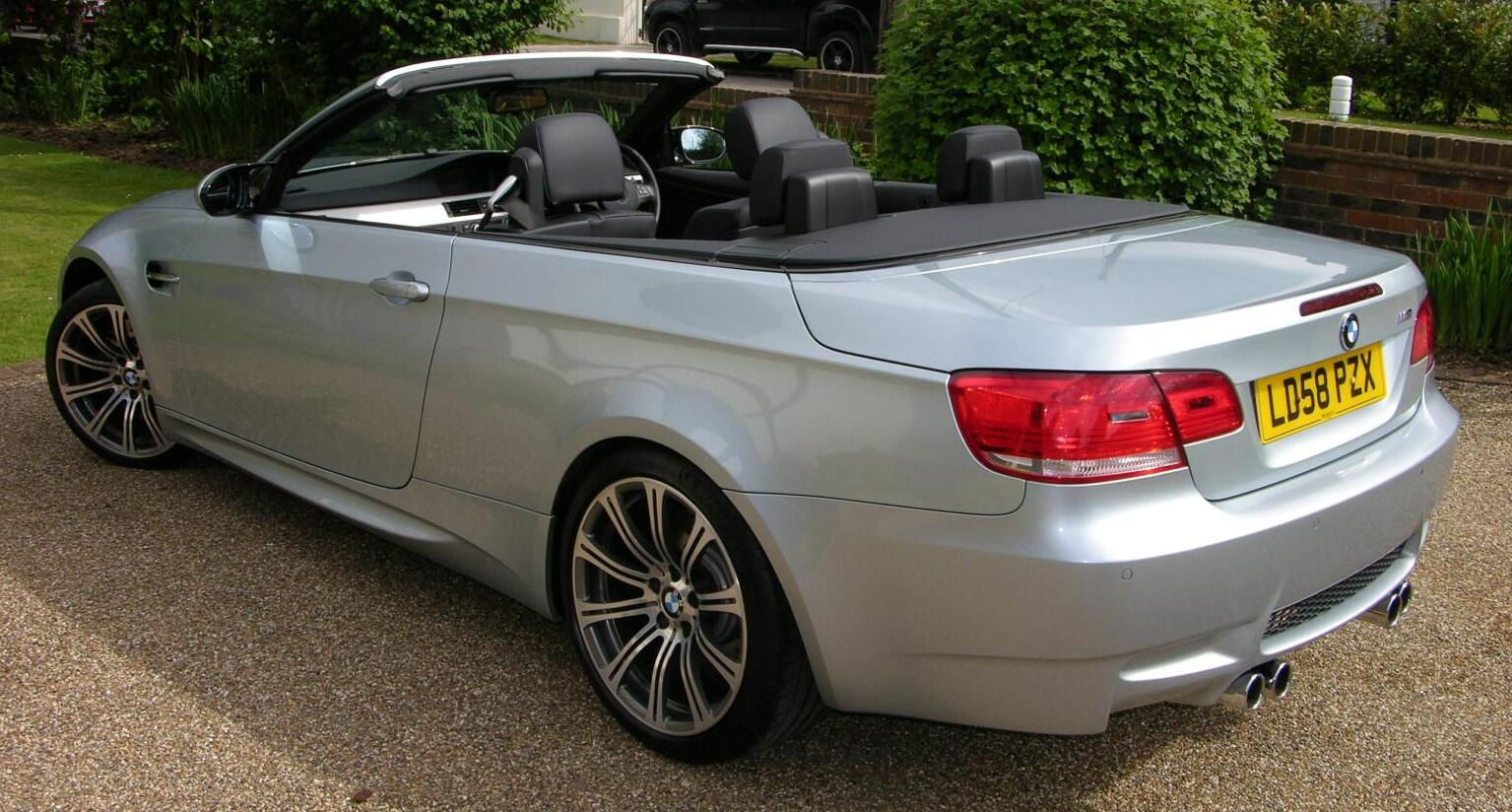
BMW E93 M3 cabriolet

La leggerezza è stata voluta fortemente anche per quanto riguarda il corpo vettura: la carrozzeria presenta infatti il tetto in materiale composito, ovvero plastica rinforzata da fibra di carbonio, così come pure il cofano motore, come si è già visto sulla sportiva della casa M6.
Inizialmente la M3 E92 è stata lanciata con carrozzeria coupé: circa un mese dopo il lancio, ne è stata introdotta la corrispondente versione berlina, circa 9 anni dopo la M3 berlina derivata dalla E36. Ovviamente, tale versione deriva strettamente dalle berline E90 delle più tranquille Serie 3, ma se ne differenzia per il frontale, ripreso pari pari dalla versione a due porte, della quale viene ripreso per esempio il taglio dei gruppi ottici anteriori.
Nel gennaio 2008 è stata presentata la quarta generazione della M3 cabriolet. Basata sulla E93, per la prima volta la versione "scoperta" della M3 adotta un tetto rigido ripiegabile. Contestualmente al lancio di questa variante, BMW ha reso disponibile come optional un cambio sequenziale a sette marce con doppia frizione chiamato DKG (DoppelKupplung Getriebe, in tedesco, cambio a doppia frizione), già adottato dalla Porsche sulla nuova 997 Carrera MKII.
I colori disponibili sono: Melbourne rot (rosso), Alpinweiss (bianco), Spacegrau (grigio scuro met.), Interlagos Blau (blu oltremare met.), Silverstone II (grigio met. chiaro), Schwarz e Jerez Schwarz (nero).

### Evoluzione

#### M3 GTS

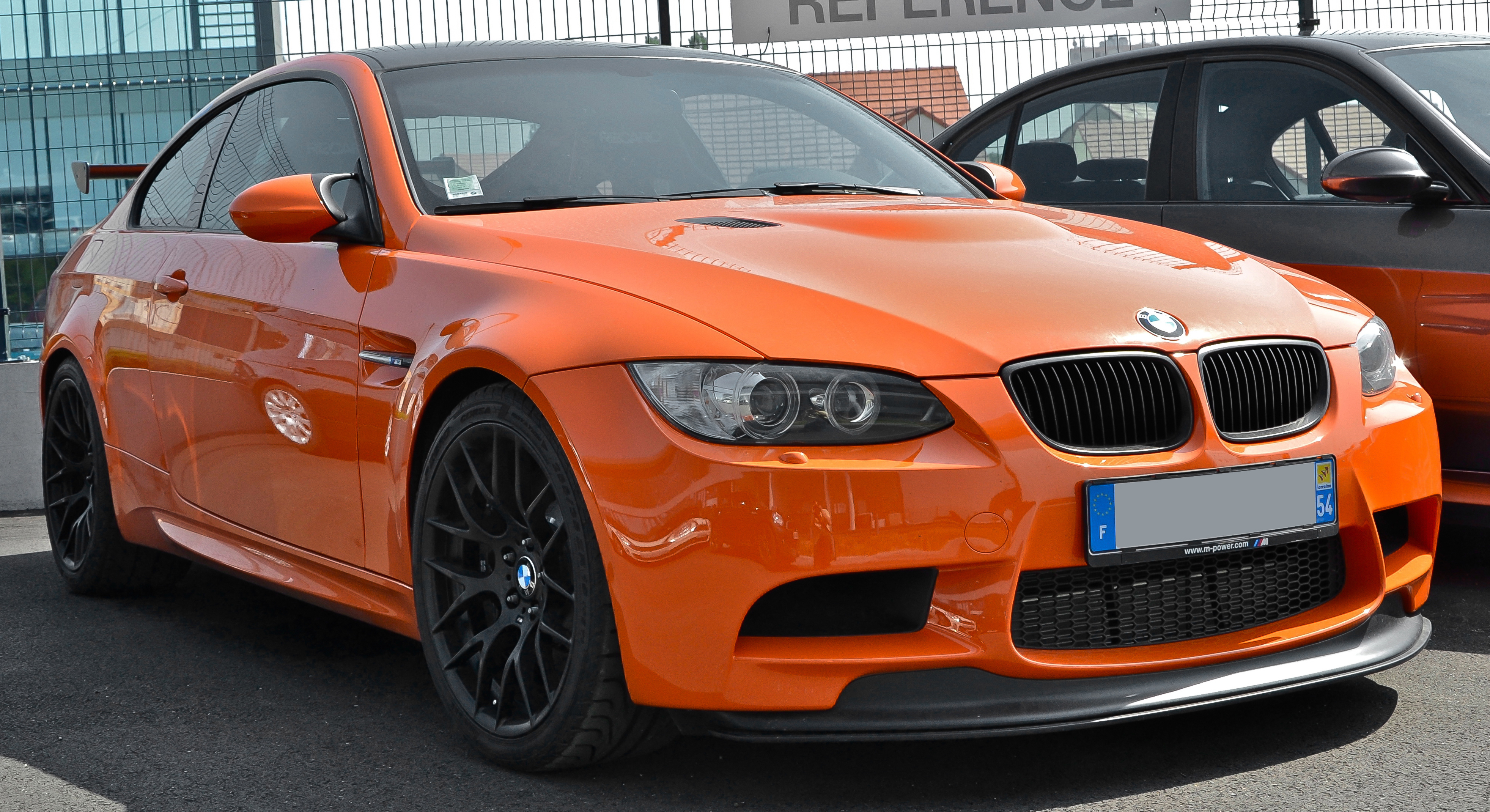
La BMW M3 GTS

Nel 2010 è stata avviata la commercializzazione della M3 GTS, una versione corsaiola dotata di motore maggiorato a 4,4 litri, potenza di 450 CV e corpo vettura alleggerito di circa 200 kg. Gli interni hanno un'impostazione che richiama le competizioni e comprendono anche dei roll-bar. Tale versione, sebbene adatta più ad un utilizzo su pista, è omologata per uso stradale. La sua commercializzazione è stata avviata nella prima metà del 2010. Tale M3 è entrata in gamma come erede della CSL (versione apparsa sulla E46 che, come nel caso della GTS era più potente e garantiva prestazioni migliori).

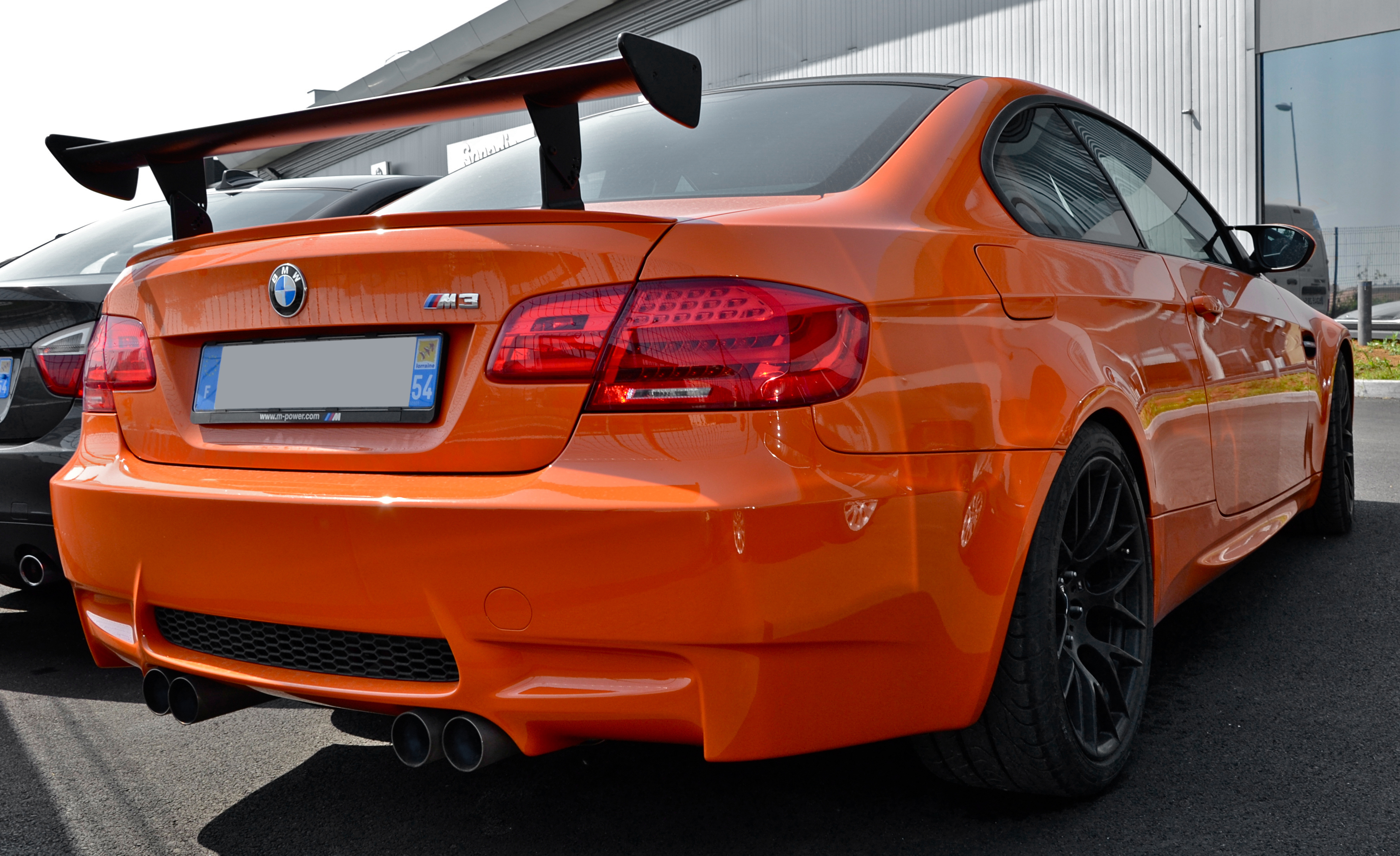
BMW M3 GTS vista posteriore

#### M3 CRT
Lo stesso motore della M3 GTS è stato montato anche sull'ennesima variazione sul tema M3, ossia la M3 CRT, presentata al circuito del Nürburgring Nordschleife nel giugno 2011. Tale nuova variante è disponibile unicamente con carrozzeria berlina, fa un massiccio uso di fibra di carbonio per contenere il peso (la sigla CRT sta per Carbon Racing Technology) ed è in grado di spuntare prestazioni di rilievo, grazie alla sua velocità massima autolimitata a 290 km/h ed allo scatto da 0 a 100 km/h coperto in 4"4. La M3 CRT è un'edizione limitata a soli 67 esemplari posti in commercio alla cifra di 133.100 Euro.

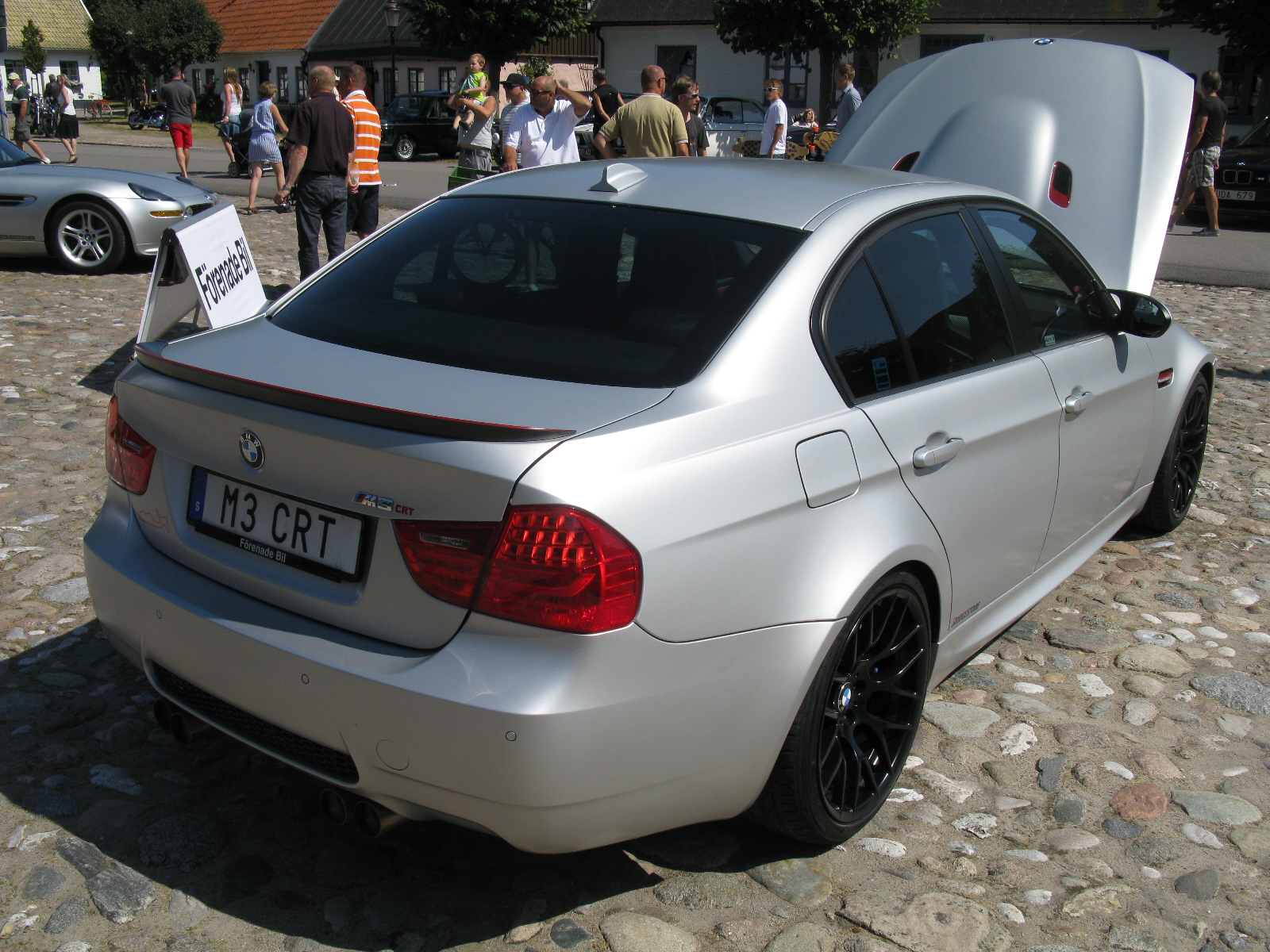
Posteriore di una BMW M3 E90 CRT

#### M3 pick-up
Nel 2011 la BMW realizzò un esemplare pick-up della E92. Tale modello montava un propulsore V8 da 420 CV e disponeva di una spazio di carico posteriore con una capienza di 450 kg. La velocità massima era di 300 km/h.
Alla fine del mese di giugno del 2013, la versione coupé cessa di essere prodotta, ma rimane in produzione la versione cabriolet.

### Attività sportiva
Nel febbraio 2008 la BMW annunciò che la versione GT2 della E92 sarebbe stata schierata dal team Rahal Letterman Racing nella ALMS a partire dal 2009. In quell'anno la Schnitzer Motorsport iscrisse due E92 alla 1000 km di Spa, dove una di esse si classificò quarta. Nel 2010 le M3 E92 vennero schierate nella 24 Ore di Le Mans e nella 24 Ore del Nürburgring. In quest'ultima gara, il team BMW Motorsport/Schnitzer Motorsport ottenne la vittoria assoluta con i piloti Jörg Müller, Augusto Farfus, Pedro Lamy e Uwe Alzen. Nella 24 Ore di Spa, la BMW si è qualificata al secondo posto dopo aver rotto le sospensioni nell'ultima mezz'ora, lasciando la vittoria alla Porsche. L'ultima vittoria del 2010 fu la conquista in GT2 dell'ultima prova stagionale della Intercontinental Le Mans Cup, con il titolo costruttori nelle mani della Ferrari e quello team vinto da una delle squadre Porsche. Nel 2011 le M3 hanno ottenuto la doppietta nella 12 Ore di Sebring.

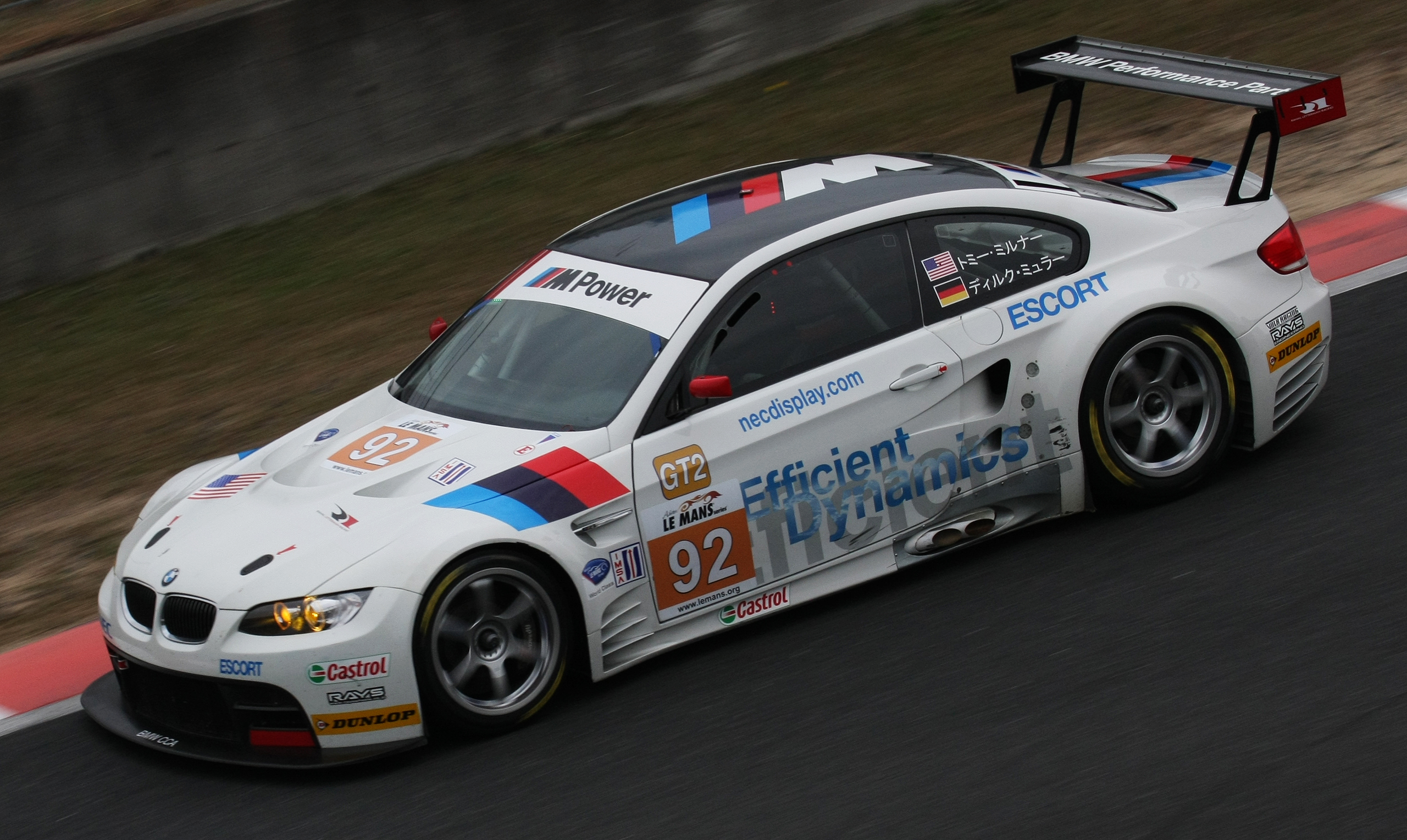
La BMW M3 GT2 del team Rahal Letterman Racing alla 1000 km di Okayama del 2009

La M3 GT2 che ha corso nell'edizione del 2009 della 24 Ore di Le Mans fu scelta come 17° Art Car della BMW. Il compito di decorarla fu affidato all'artista americano Jeff Koons. Nello stesso anno venne realizzata una M3 E92 per partecipare alla 24 Ore del Nürburgring nella classe FIA GT4. Tale vettura era affidata ai piloti Augusto Farfus, Jörg Müller e Andy Priaulx, i quali erano affiancati dai giornalisti sportivi Marcus Schurig e Jochen Übler. Nel 2011 la BMW ha presentato la M3 in versione omologata per competere nel DTM. Affidata ai piloti Andy Priaulx e Augusto Farfus, la vettura era dotata di un propulsore P66 V8 da 480 CV di potenza con 500 Nm di coppia gestito da un cambio sequenziale a sei marce. Questa faceva scattare da 0 a 100 km/h la M3 in tre secondi, con velocità massima di 300 km/h.

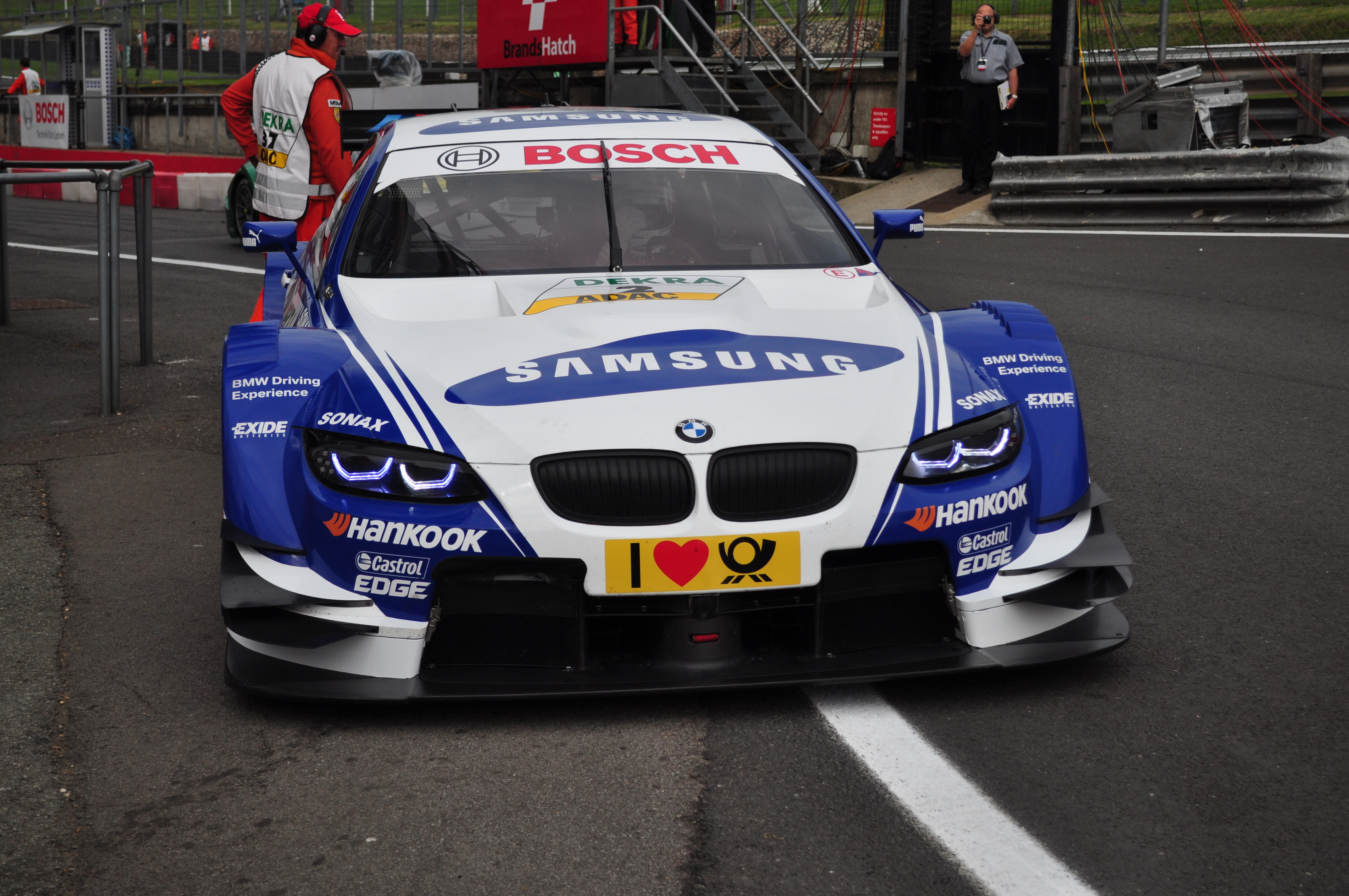
BMW M3 DTM del 2013 a Brands Hatch

Nel 2012 è stata presentata la M3 omologata alle competizioni di classe FIA GT4. Tale versione presentava, rispetto al modello di serie, un roll-bar sicurezza da competizione, portiere alleggerite in fibra di carbonio, finestrini laterali e lunotto alleggeriti in macrolon, serbatoio di sicurezza da 100 l di capienza, volano a massa singola e frizione sintetizzata a triplo disco, differenziale a scorrimento limitato, sistema di raffreddamento, sistema di scarico alleggerito con catalizzatore da competizione, sospensioni con ammortizzatori regolabili, freni sportivi abbinati ad un ABS da competizione, cerchi in lega BBS, sedili da competizione Recaro con sistema HANS, volante con sistema di sgancio rapido e sistema airjack.
Dal momento che nella stagione 2012 la BMW torna nuovamente nel campionato DTM dopo anni di assenza, la BMW realizza una versione apposita per questo campionato chiamata BMW M3 DTM. I veicoli utilizzati in questa serie sono simili alle comparse di serie della versione coupé, ma non hanno nulla in comune con il modello di produzione. Per regolamento deve essere dotato di un motore V8 da 4,0 litri che eroga 480 CV. Un totale di sei vetture da corsa sono prodotte dal reparto sportivo Motorsport, di cui due sono a disposizione per ogni squadra da corsa che sono la Bart Mampaey, Reinhold Motorsport e Schnitzer Motorsport.

## M3 F80 (2014-2018)

### Caratteristiche
Nel 2014 è stata introdotta la nuova generazione della M3, questa volta prevista unicamente con carrozzeria berlina 4 porte, in quanto per la versione coupé viene utilizzata invece la sigla BMW M4. Tale cambiamento si è avuto per via dell'introduzione da parte di BMW del nuovo criterio di denominazione dei suoi modelli, criterio che prevede l'utilizzo di cifre dispari per i modelli berlina e station, e di cifre pari per coupé e cabriolet. La nuova M3 porta la sigla di progetto F80, a differenza delle altre versioni della Serie 3 berlina contemporanee che invece sono note con la sigla F30. Tecnicamente è in gran parte identica alla M4 Coupé F82 e Cabriolet F83. A differenza della M3 E90 berlina cui va a sostituire, la F80 M3 dispone di un tetto in fibra di carbonio. La F80 M3, così come la sua controparte coupé M4, sono stati presentati al Auto Show di Detroit del 2014. Le prestazioni della vettura sono state migliorate rispetto alla precedente generazione.
La F80 vede il ritorno di un motore a 6 cilindri in linea, un 3 litri biturbo da 431 CV. Si tratta anche della prima volta in cui una M3 di serie viene equipaggiata con un motore sovralimentato. Fornisce una coppia massima di 550 Nm tra i 1850-5500 giri/min. L'accelerazione da 0 a 100 km/h a seconda della trasmissione avviene in 4,1 con l'automatico e 4,3 secondi con quello manuale. È possibile scegliere tra un cambio manuale a sei marce e un cambio automatico a doppia frizione a 7 marce, il secondo è nonostante 40 kg in più di peso rispetto al manuale, responsabile della maggiore accelerazione grazie alla maggiore velocità di cambiata e inserimento delle marce.
Il nuovo motore turbo consuma meno carburante rispetto al motore del suo predecessore. Con 8,8 e 8,3 litri per 100 chilometri, consuma mediamente il 25% in meno rispetto alla M3 della quarta generazione e soddisfa la norma antinquinamento Euro 6. Il motore è dotato di un sistema di lubrificazione a carter secco per il flusso di olio.

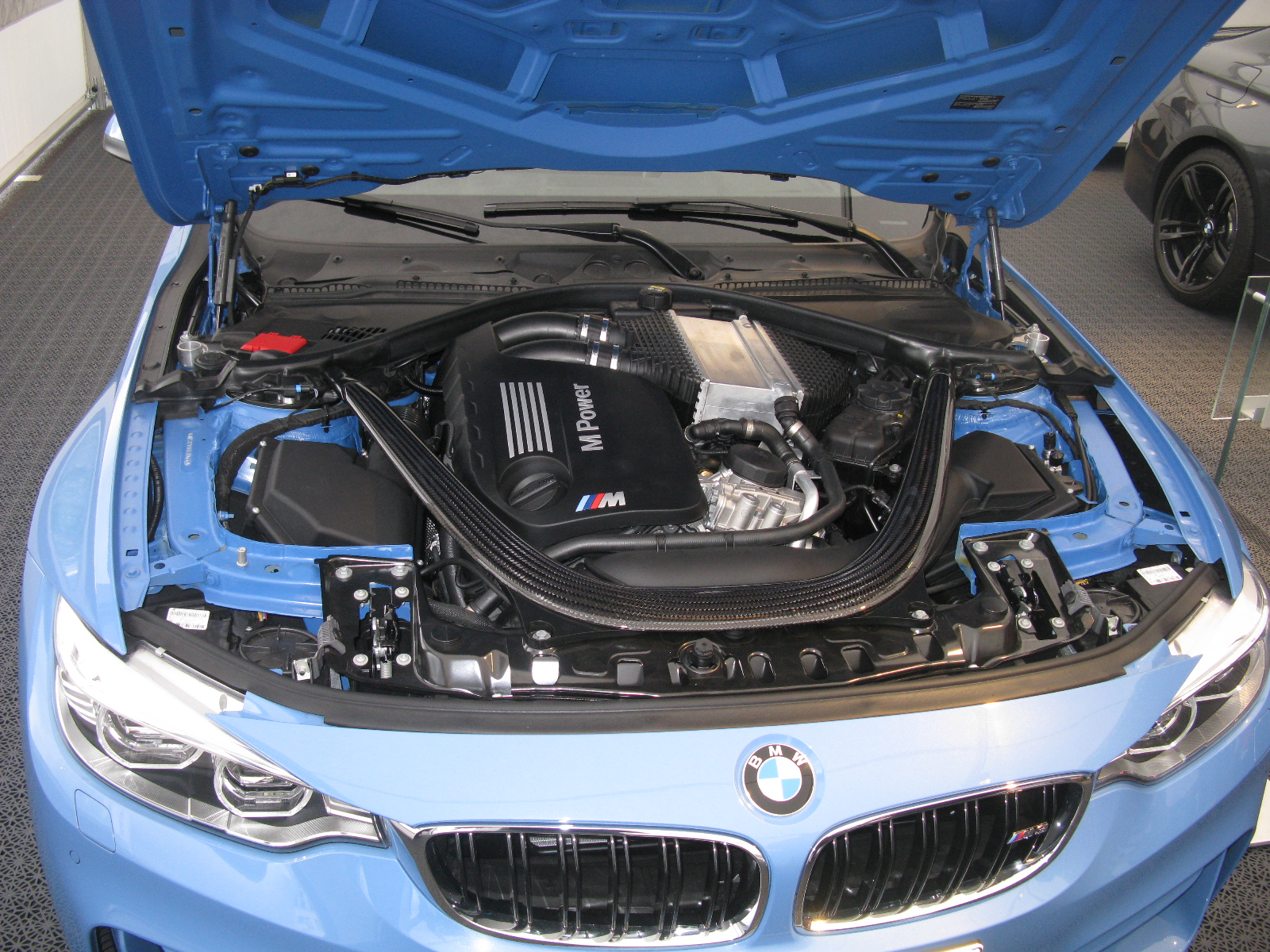
Dettaglio motore della M3 F80. Notare la grande barra duomi in fibra di carbonio a forma di U

Nello sviluppo della M3 (F80) si è dato grande importanza per costruire in modo più leggero possibile ogni parte del veicolo. Per la prima volta la berlina ha un tetto in carbonio, che in passato era stato riservato esclusivamente alla coupé. Nel cambio manuale a sei velocità, la frizione a doppio disco pesa 12 kg in meno rispetto alla vecchia serie. Il cofano motore, con la caratteristica "cupola", e i parafanghi sono in alluminio. La barra duomi in fibra di carbonio rinforzata in plastica pesa 1,5 kg e ha una rigidità maggiore rispetto a quella realizzata alluminio. L'albero di trasmissione è fatto in CFRP. Il peso a vuoto complessivamente è stato ridotto di circa 60 kg rispetto alla precedente generazione.
Oltre al peso, l'aerodinamica gioca un ruolo fondamentale nella M3. Le "branchie" presenti dietro le ruote anteriori, riducono la turbolenza nei passaruota anteriori, favorendo un miglior smaltimento del calore dei freni. Il sottoscocca è piatto e liscio e il piccolo spoiler posteriore chiamato "Gurney Flap" da una maggiore deportanza sull'asse posteriore e allo stesso tempo riduce la resistenza aerodinamica.
Il nuovo sistema di trazione con differenziale M agisce come da tradizione sulle sole ruote posteriori, ottimizzando la trazione e la stabilità di guida nei cambi di direzione e l'accelerazione in uscita dalle curve, ad alta velocità in curva e in diverse condizioni stradali. L'ottimizzazione della trazione avviene tramite un blocco multidisco a controllo elettronico per ridurre le differenze di velocità tra le due ruote posteriori. L'asse posteriore ha un sistema di bloccaggio del differenziale variabile dallo 0% al 100%. Le caratteristiche di risposta dell'acceleratore, sterzo, ammortizzatori e motore possono essere regolati in modo elettronico in tre differenti posizioni.

### Evoluzione

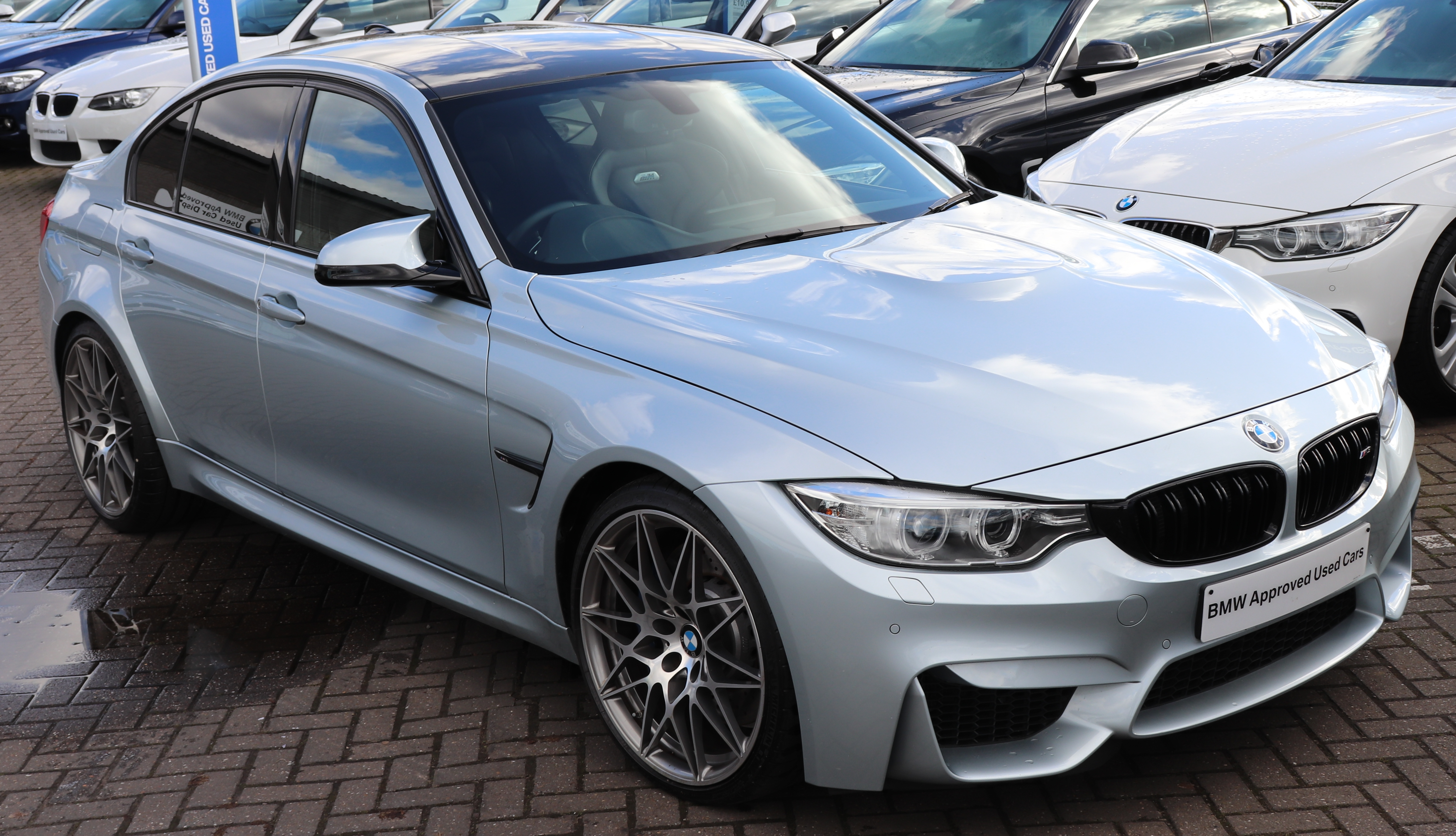
BMW M3 Competition del 2017

Insieme alla Serie 3 F30, anche la M3 viene sottoposta a un aggiornamento che ne cambia i fari posteriori ora full led e il sistema di infotelematica nella console che viene aggiornato; inoltre vi sono piccole variazioni alle finiture degli interni e la presenza di nuove tinte per la carrozzeria.
Nel mese di febbraio 2016, la BMW ha annunciato la M3 Competition Package. Con questo pacchetto, la M3 incrementa la potenza a 450 cavalli e aggiunge sospensioni rivedute per migliorare la maneggevolezza di guida. Nuove sono le molle, gli ammortizzatori e le barre anti-rollio, che fanno parte del pacchetto di accessori denominato sospensioni adattive M. La casa dell'elica ha anche messo nuovamente a punto il differenziale elettronico e il controllo dinamico della stabilità. L'interno rimane sostanzialmente invariato, con l'eccezione di nuovi sedili sportivi alleggeriti con cinture di sicurezza cucite con i colori tipici del reparto sportivo bavarese. All'esterno sono presenti lo scarico sportivo M con terminali di scarico cromati di color nero e dettagli che sono cromati sulle versioni di serie come la calandra a doppio rene, le branchie laterali e le modanature sui vetri laterali, sono in tinta nero lucido. Nuovi sono anche i cerchi in lega cromati mutuati dalla M4 GTS che calzano pneumatici maggiorati. Con il suddetto pacchetto, la berlina tedesca passa da fermo a 100 km/h in 4 secondi netti.
Ad inizio gennaio 2017 viene nuovamente sottoposta a un restyling più marcato in concomitanza con quella della Serie 4 e M4; a cambiare sono i fari anteriori full led con un disegno a doppia C esagonale che va fino alla calandra a doppio rene che sostituiscono i precedenti con trama a "occhi d'angelo". Meccanicamente non vi sono cambiamenti.

### Versioni speciali

#### BMW M3 "30 Jahre Edition"
Per festeggiare il trentesimo anniversario della prima generazione BMW M3, la casa bavarese ha presentato un'edizione speciale, che sarà prodotta in numero limitato a soli 500 vetture. Esteticamente cambiavano rispetto alla M3 normale gli scarichi ora di colore nero, il colore esterno della carrozzeria verniciata in Blu Macao che era disponibile sulla prima serie, le ruote da 20 pollici che richiamano nella trama delle razze quelli della prima M3 e la presenza di una targhetta identificativa. Negli interni sono presenti dei sedili sportivi da corsa bicolore in pelle con lo stemma del trentesimo anniversario inserito nei poggiatesta anteriori, uno specifico battitacco, particolari in carbonio con dedica per i 30 anni e il numero dell'esemplare della vettura.
La BMW M3 "30 Jahre Edition viene prodotta di serie con il kit Competition Package che è invece optional sulle altre M3. Il motore è lo stesso sei cilindri in linea TwinPower Turbo da 3,0 litri, ma qui sviluppa 19 CV in più della M3 normale, arrivando a toccare i 450 cavalli. Per la trasmissione è disponibile un manuale a 6 marce o un automatico-sequenziale a sette rapporti DKG a doppia frizione.
La meccanica presenta un differenziale attivo e delle sospensioni adattative che lavorano in simbiosi con il sistema Dynamic Stability Control. Le prestazioni della M3 30º anniversario con la trasmissione automatica nello di 0-100 km/h è di 4 secondi. Lo scatto della M3 30th è un 1 decimo più basso rispetto alle altre M3. Il prezzo è di circa 97.000 euro e la partenza delle vendite è stata avviata in estate, precisamente 30 anni dopo la firma della prima vendita della M3 prima serie. La limitata tiratura di questa particolare versione si è esaurita nel giro di circa un semestre: nel febbraio del 2017 la "30th Jahre Edition" scompare dai listini BMW.

#### BMW M3 CS

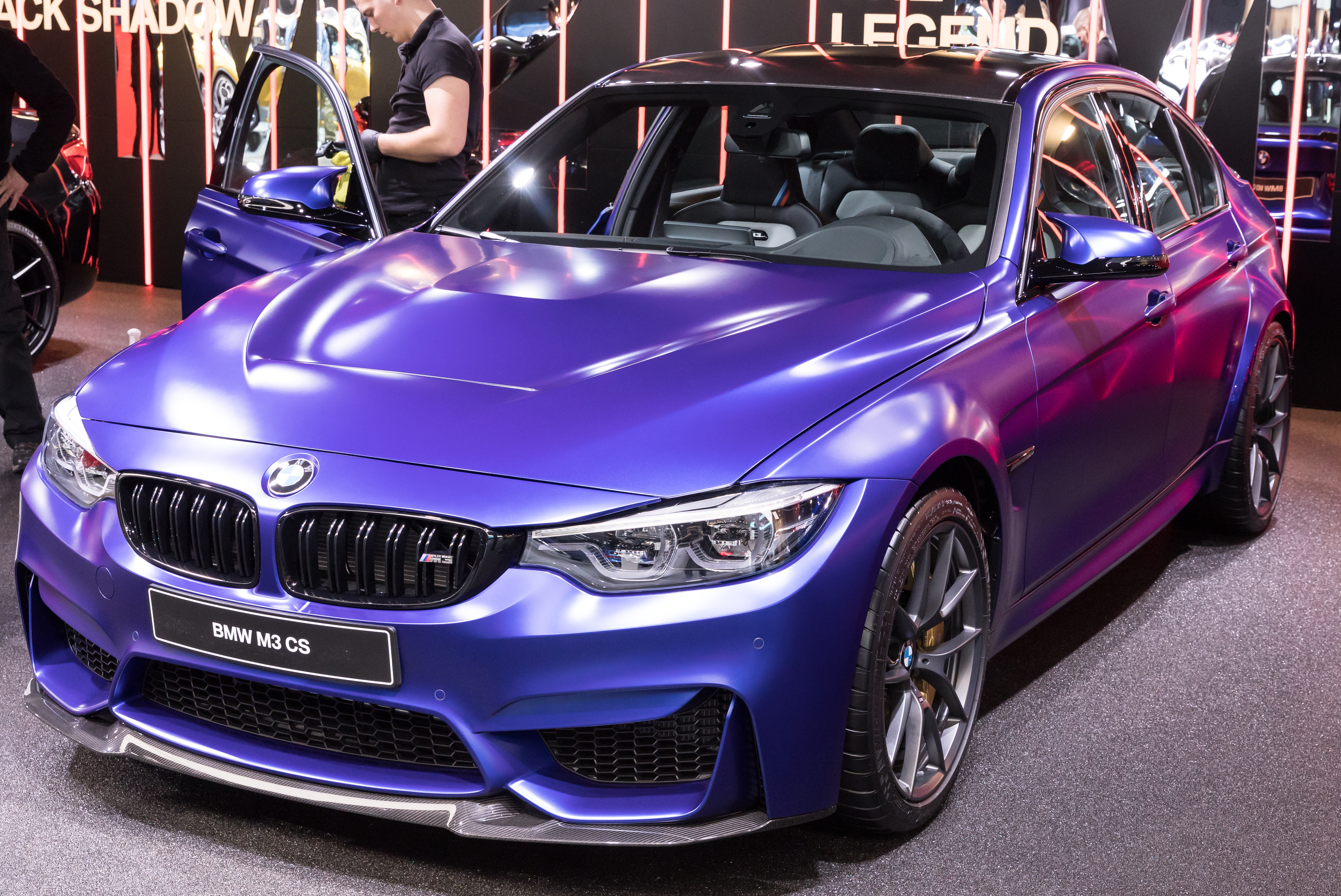
BMW M3 CS 2018

La M3 CS viene annunciata dalla BMW già alla fine del 2017, anche se la commercializzazione non verrà avviata che nei primissimi mesi del 2018. Questo nuovo modello riprende la meccanica, l'elettronica ed il gruppo motopropulsore della M4 CS lanciata nell'estate nel 2017, vale a dire la già conosciuta unità da 3 litri biturbo, qui con potenza portata a 460 CV a 6250 giri/min. Altre caratteristiche stanno nell'alleggerimento di 50 kg rispetto alla normale M3 da 431 CV e nella gommatura differenziata fra avantreno (con cerchi da 19 pollici) e retrotreno (con cerchi da 20 pollici). La M3 CS è anche l'unica M3 della serie F80 a montare di serie il cambio DKG a doppia frizione e le sue prestazioni velocistiche prevedono il limitatore spostato da 250 a 280 km/h. Ne sono stati prodotti solo 1200 esemplari.

## M3 G80 (2020-)

### Caratteristiche

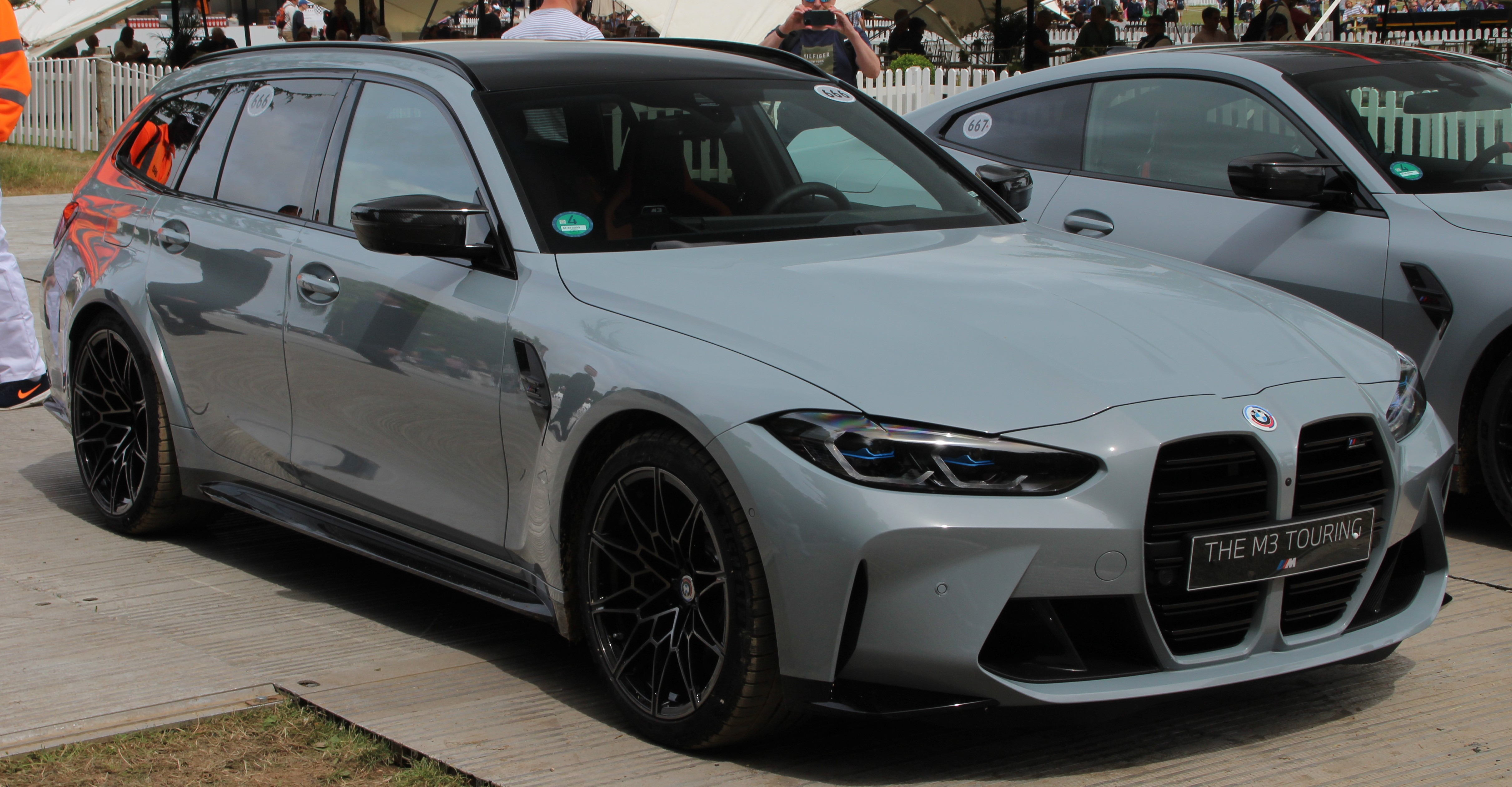
M3 Touring

Il 23 settembre del 2020 è stata presentata la nuova generazione della M3, basata sulla settima generazione della Serie 3 lanciata due anni prima. Anche in questo caso, la versione coupé non è prevista con tale denominazione, bensì come M4 giunta alla seconda generazione. La M3 da quest'ultima ne riprende il frontale, con la grande calandra a doppio rene che si sviluppa verticalmente, anziché orizzontalmente come sulle altre Serie 3, i fanali più appuntiti e sottili, i parafanghi e il cofano motore. Alcune componenti della vettura come il tetto e i sedili sono realizzati in fibra di carbonio per ridurre il peso. Ma la novità principale sul fronte delle carrozzerie è che per la prima volta la M3 viene prevista anche come station wagon, presentata nel giugno 2022 al festival di Goodwood e disponibile unicamente in versione Competition con trazione integrale e cambio automatico.
Dal punto di vista tecnico, il motore è il S58B30T0 da 3 litri biturbo 6 cilindri in linea introdotto sulla X3 M G01. Si tratta di un motore derivato dal 3 litri B58, ma rivisto in profondità in maniera tale da portare la potenza massima dai 431 CV del precedente motore S55 montato nella precedente M3 a 480 CV e 550 Nm di coppia massima per la M3 di base del 2020 e a 510 CV e 650 Nm per la versione Competition. Lo 0 a 100 viene coperto in 4,2 secondi con la velocità massima autolimitata a 250 km/h per la M3 normale, mentre sulla Competition il tempo scende a 3,9 secondi. Lo sterzo è dotato della servoassistenza elettrica a rapporto variabile e il pedale del freno è del tipo drive by wire.
Di serie sulla versione da 480 CV è disponibile un cambio manuale a 6 marce, mentre sulla Competition vi è un automatico a convertitore di coppia ZF a 8 marce.

### Carriera commerciale
Le prime consegne della M3 G80 si sono avute nel marzo 2021 e a luglio si è avuta la prima grande novità, ossia un'inedita versione a trazione integrale, che per la prima volta viene applicata in una M3. Tale soluzione, derivata direttamente dalla trazione integrale montata nella contemporanea M5, si rivela indispensabile per scaricare a terra più efficacemente l'esuberante cavalleria del motore. Essa è dotata di tre modalità di cui una che permette di disaccoppiare l'asse anteriore ed scaricare la coppia solo al retrotreno. La M3 xDrive viene prevista solo in abbinamento al cambio automatico ad 8 rapporti e solo in versione Competition con motore da 510 CV.

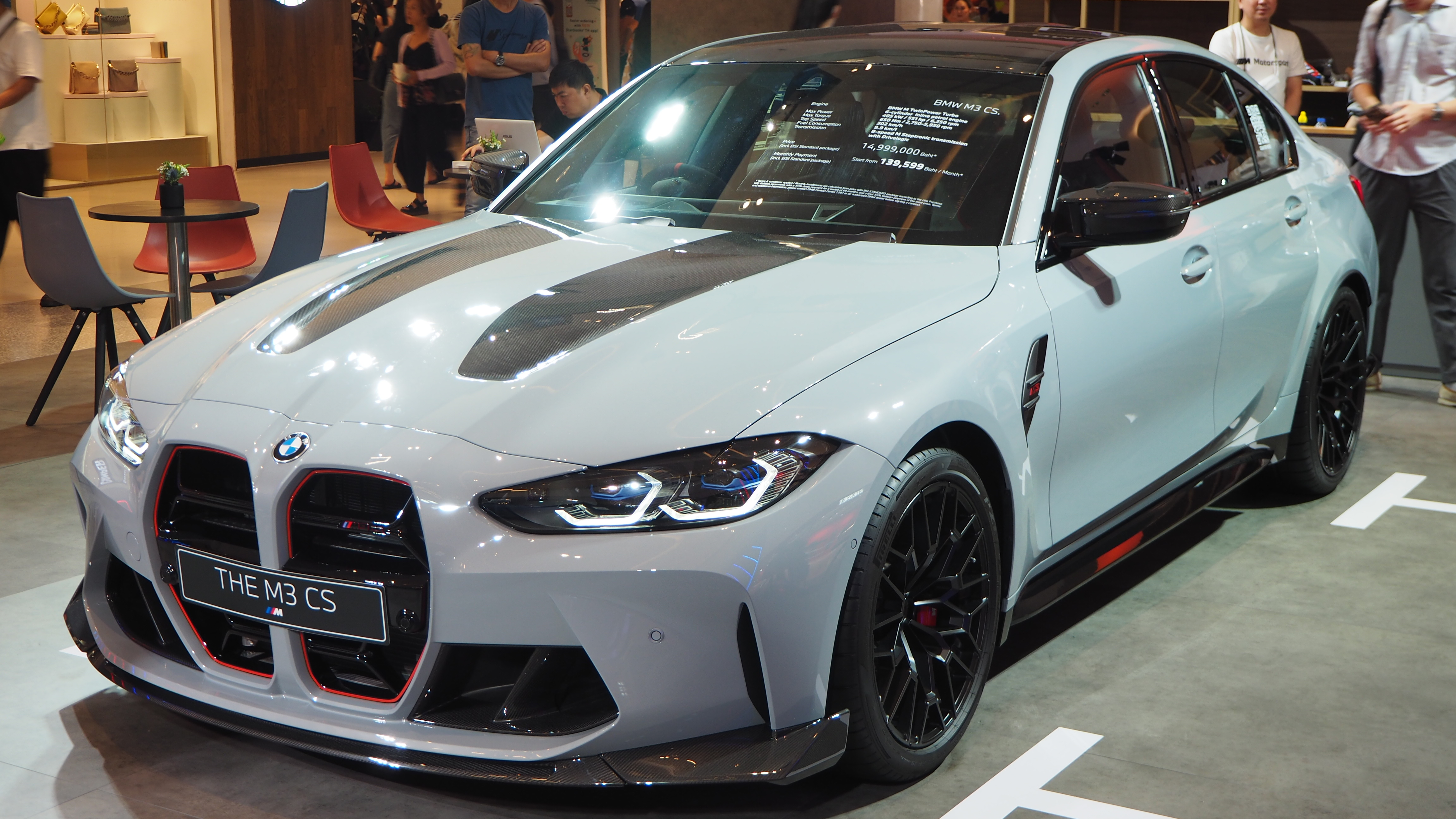
M3 CS

### Model Year 2023
Nel luglio 2022 la M3 ha ricevuto il nuovo doppio display curvo per il quadro strumenti e dotato di sistema multimediale iDrive 8, già introdotto sulle versioni meno potenti e che sostituisce il precedente sistema di infotainment iDrive 7.

### M3 CS
Ad inizio 2023, alla 24 Ore di Daytona 2023, BMW ha presentato la versione M3 CS, prodotta in edizione limitata. Questo modello più prestazionale presenta il medesimo 6 cilindri della altre versioni, ma con un incremento di potenza a 550 CV e una riduzione del peso di 15 chilogrammi rispetto alla M3 Competition xDrive. Tra gli altri differenti e accorgimenti adottati, ci sono nuove appendici aerodinamiche e un assetto irrigidito. È disponibile solo con la trazione integrale e il cambio automatico a 8 velocità.

### Restyling 2024
A fine maggio 2024 viene sottoposta ad un leggero restyling di metà carriera, sia tecnico che estetico.